# Béthune
Pour les articles homonymes, voir Bethune.
Béthune est une commune française située dans le département du Pas-de-Calais en région Hauts-de-France. Ses habitants sont appelés les Béthunois. La commune est membre de la communauté d'agglomération de Béthune-Bruay, Artois-Lys Romane.
Sous-préfecture du département, Béthune est une ville relativement importante (25 342 habitants en 2022, soit la 7e du département et 25e de la région en population) mais elle est surtout au centre d'une forte agglomération de 356 543 habitants en 2022 et de 94 communes, soit la 3e unité urbaine de la région et la 19e de France. À cheval entre les collines de l'Artois et la plaine de la Lys, le Béthunois bénéficie de terres agricoles fertiles, qui ont permis une présence constante de l'agriculture. Avec Lille et les villes de l'ancien bassin minier du Nord-Pas-de-Calais, elle participe aussi à un ensemble métropolitain de près de 3.8 millions d'habitants, appelé « aire métropolitaine de Lille ».
De nombreux services et commerces se sont développés dans cette ville historiquement bourgeoise et batelière qui a connu différentes orientations de ses activités : le textile au Moyen Âge, la mécanique et la chimie (usine de pneumatiques) dans le troisième tiers du XXe siècle. Bien que située en limite du bassin minier, Béthune n'a pas eu de mine sur son territoire. Elle connaît une vague de licenciements dans les années 2000, notamment dans les secteurs de l'horlogerie et de l'emballage.
La ville, à moitié détruite à l'issue de la Première Guerre mondiale puis reconstruite, occupée et endommagée durant la Seconde Guerre mondiale, se renouvelle aujourd'hui à nouveau, avec la création d'écoquartiers et un grand projet de rénovation urbaine.
Ville ancienne, riche par son patrimoine architectural et son histoire, surnommée « la cité de Buridan », Béthune est capitale régionale de la culture en 2011.

## Géographie

### Localisation
Béthune est édifiée sur le promontoire s'élevant à 42 mètres d'altitude d'une butte gréseuse. Au nord de la ville, avec le « Bas-Pays de Béthune », commence à s'étendre la plaine de la Lys, partie méridionale de la vaste plaine de Flandre. Au sud, l'extrémité de la Gohelle sépare Béthune des premières collines de l'Artois.
Béthune est une ville des Flandres artésiennes, située à 17 km de Lens, à 28 km d'Arras, préfecture du département, et à 31 km de Lille, à vol d'oiseau. La ville est située à 186 km de Paris.
Le territoire de la commune est limitrophe de ceux de sept communes.
Les communes limitrophes sont Annezin, Beuvry, Essars, Fouquereuil, Fouquières-lès-Béthune, Verquigneul et Verquin.

### Géologie et relief
La superficie de la commune est de 9,43 km2 et son altitude communale, faible, varie de 18 à 42 mètres. La commune se situe dans le « plat pays », au sud de la plaine de Flandres, en limite de la plaine de la Lys, avant les premières pentes de l'Artois et sur un sous-sol crayeux. Une butte de sable tertiaire repose sur la craie entre Béthune et Beuvry.
Béthune est en limite du bassin minier du Nord-Pas-de-Calais, au nord-ouest des sites d'exploitation du charbon. Des quartzites ont également été autrefois exploités dans toute la région, de Béthune à Valenciennes. Des bancs de grès, dans la région de Douai puis près de Béthune, ont servi à la fabrication de pavés pour la région. On trouve également de l'argile des Flandres.
Le risque sismique est faible sur l'ensemble du territoire communal (zone 2 sur 5 du zonage mis en place en mai 2011), comme dans la majorité du Pas-de-Calais.

### Hydrographie

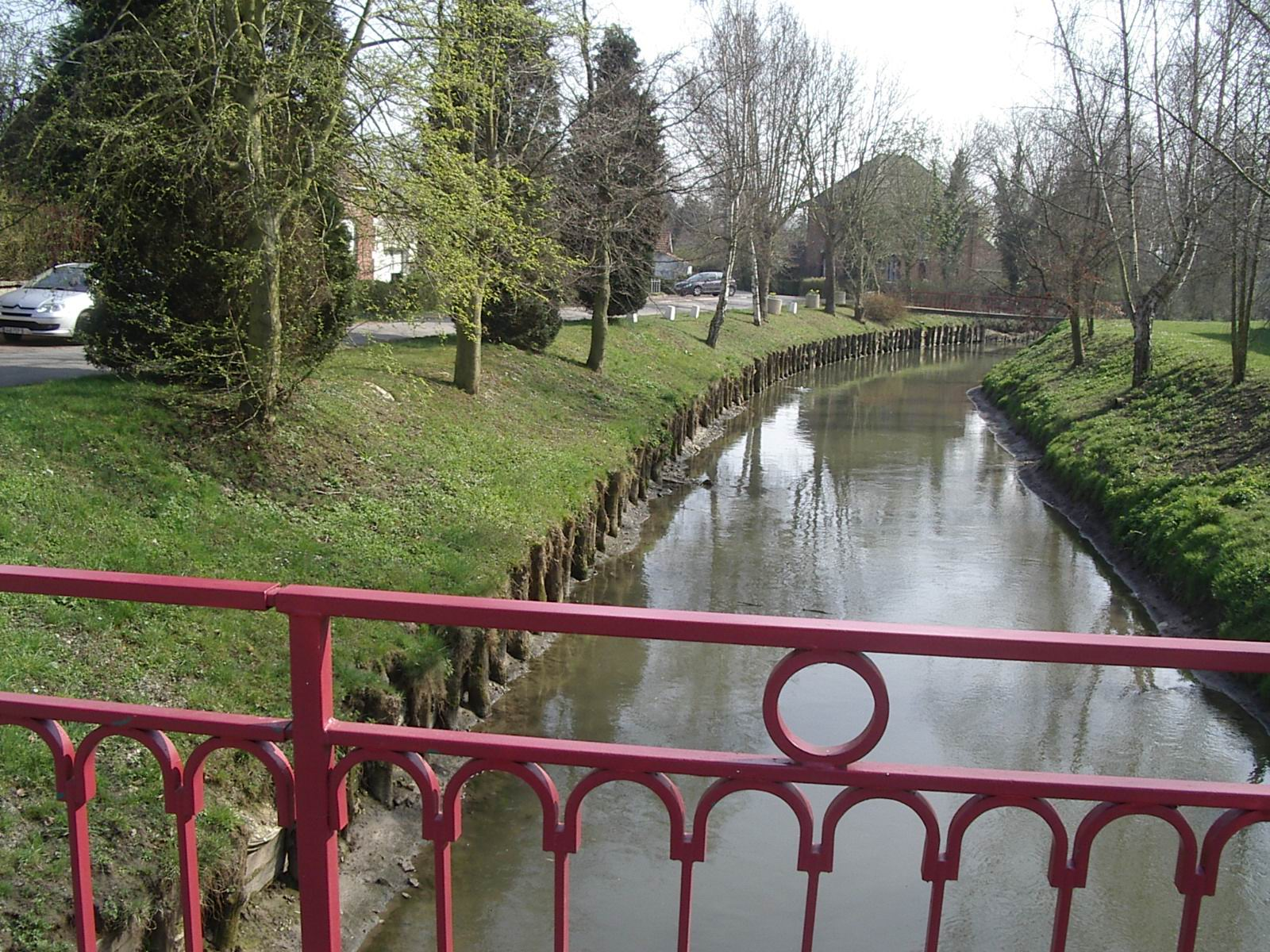
La Lawe à Vieille-Chapelle, en aval de Béthune.

Le territoire de la commune est situé dans le bassin Artois-Picardie.
Béthune est arrosée par la Lawe, affluent de la Lys et sous-affluent de l'Escaut. En aval de Béthune, à partir du lieu-dit « Argent-Perdu », la Lawe est canalisée jusqu'à la Lys qu'elle rejoint à La Gorgue. La rivière est restée à un état archaïque de canalisation et présente donc un grand intérêt pour l'étude de l'évolution des canaux,.
Le territoire de la commune est bordé, au nord-est, par le canal d'Aire-sur-la-Lys à La Bassée, qui est un maillon de la liaison fluviale à grand gabarit Dunkerque-Escaut.
Par ailleurs, huit autres cours d'eau drainent la commune :
- la Lawe, rivière d'une longueur de 40,97 km, qui prend sa source dans la commune de Magnicourt-en-Comte et se jette dans la Lys au niveau de la commune de La Gorgue[11] ;
- le Courant de la Goutte, d'une longueur de 11 km, qui prend sa source dans la commune et se jette dans la Lawe au niveau de la commune de Locon[12] ;
- le Fossé d'Avesnes, d'une longueur de 9,41 km, qui prend sa source dans la commune d'Haillicourt et se jette dans la Blanche au niveau de la commune[13] ;
- la Blanche, d'une longueur de 4,48 km, qui prend sa source dans la commune de Gosnay et se jette dans la Lawe au niveau de la commune[14] ;
- le Fossé Turbeauté, d'une longueur de 3,04 km, qui prend sa source dans la commune de Fouquereuil, se jette dans la Lawe au niveau de la commune[15] ;
- le Port de Bethune Aval, d'une longueur de 1,67 km[16] ;
- le Catorive, d'une longueur de 0,89 km[17] ;
- un cours d'eau au toponyme hydrographique inconnu, d'une longueur de 0,03 km[18].

Béthune était autrefois entourée de zones humides qui ont été peu à peu drainées pour le maraîchage et l'agriculture.

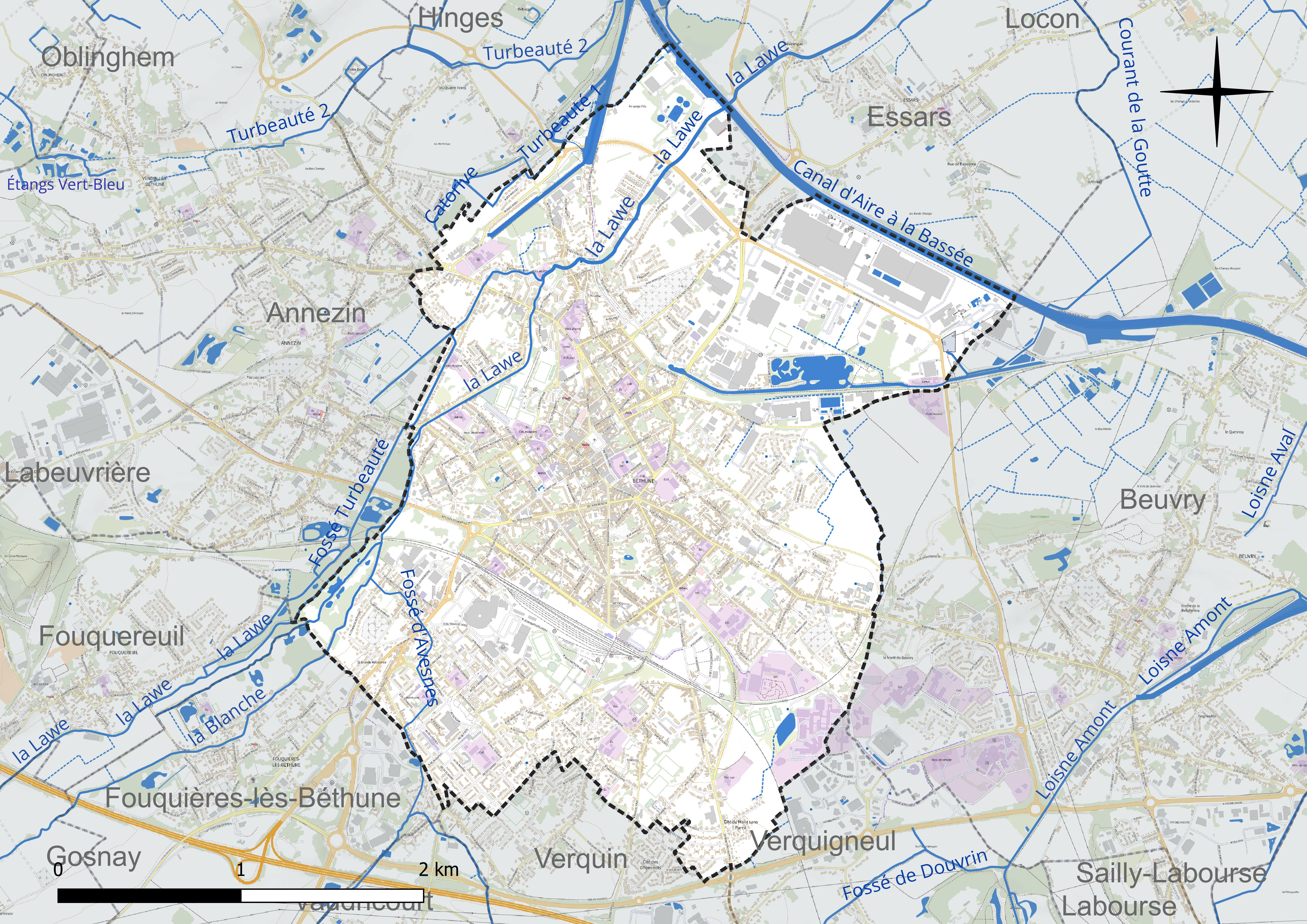
Réseau hydrographique de Béthune.

### Climat
Pour des articles plus généraux, voir Climat des Hauts-de-France et Climat du Pas-de-Calais.
En 2010, le climat de la commune est de type climat océanique dégradé des plaines du Centre et du Nord, selon une étude du CNRS s'appuyant sur une série de données couvrant la période 1971-2000. En 2020, Météo-France publie une typologie des climats de la France métropolitaine dans laquelle la commune est exposée à un climat océanique et est dans la région climatique Côtes de la Manche orientale, caractérisée par un faible ensoleillement (1 550 h/an) ; forte humidité de l’air (plus de 20 h/jour avec humidité relative > 80 % en hiver), vents forts fréquents.
Pour la période 1971-2000, la température annuelle moyenne est de 10,6 °C, avec une amplitude thermique annuelle de 14 °C. Le cumul annuel moyen de précipitations est de 724 mm, avec 12 jours de précipitations en janvier et 8,4 jours en juillet. Pour la période 1991-2020, la température moyenne annuelle observée sur la station météorologique la plus proche, située sur la commune de Lillers à 12 km à vol d'oiseau, est de 11,1 °C et le cumul annuel moyen de précipitations est de 731,5 mm,. Pour l'avenir, les paramètres climatiques de la commune estimés pour 2050 selon différents scénarios d'émission de gaz à effet de serre sont consultables sur un site dédié publié par Météo-France en novembre 2022.

## Urbanisme

### Typologie
Au 1er janvier 2024, Béthune est catégorisée centre urbain intermédiaire, selon la nouvelle grille communale de densité à sept niveaux définie par l'Insee en 2022.
Elle appartient à l'unité urbaine de Béthune, une agglomération inter-départementale regroupant 94  communes, dont elle est ville-centre,,. Par ailleurs la commune fait partie de l'aire d'attraction de Béthune, dont elle est la commune-centre,. Cette aire, qui regroupe 23 communes, est catégorisée dans les aires de 50 000 à moins de 200 000 habitants,.

### Occupation des sols
L'occupation des sols de la commune, telle qu'elle ressort de la base de données européenne d’occupation biophysique des sols Corine Land Cover (CLC), est marquée par l'importance des territoires artificialisés (90,3 % en 2018), en augmentation par rapport à 1990 (88,9 %). La répartition détaillée en 2018 est la suivante : 
zones urbanisées (62,4 %), zones industrielles ou commerciales et réseaux de communication (27,9 %), terres arables (6,1 %), prairies (2,3 %), forêts (1,4 %). L'évolution de l’occupation des sols de la commune et de ses infrastructures peut être observée sur les différentes représentations cartographiques du territoire : la carte de Cassini (XVIIIe siècle), la carte d'état-major (1820-1866) et les cartes ou photos aériennes de l'IGN pour la période actuelle (1950 à aujourd'hui).

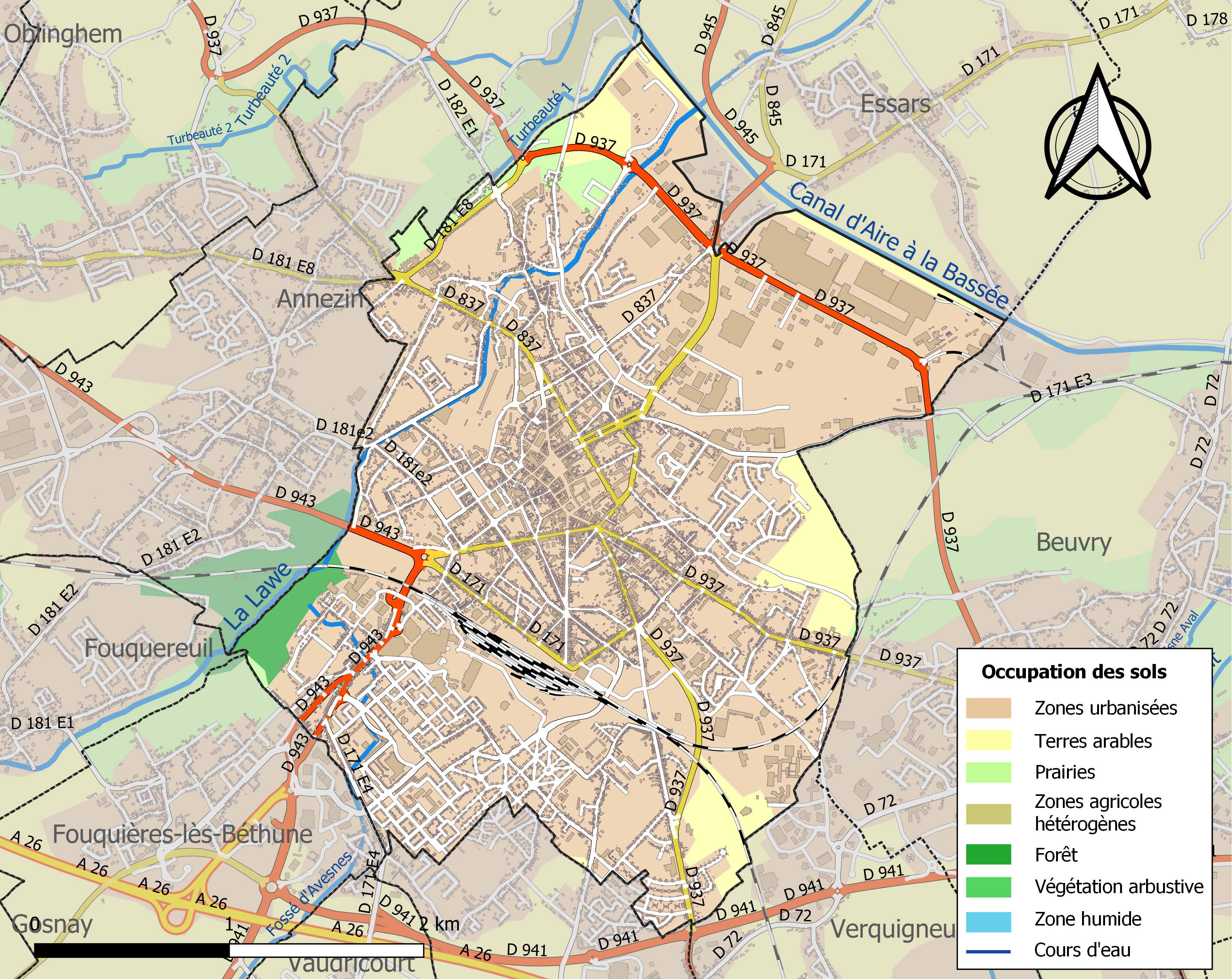
Carte des infrastructures et de l'occupation des sols de la commune en 2018 (CLC).

### Morphologie urbaine

#### Tissu urbain

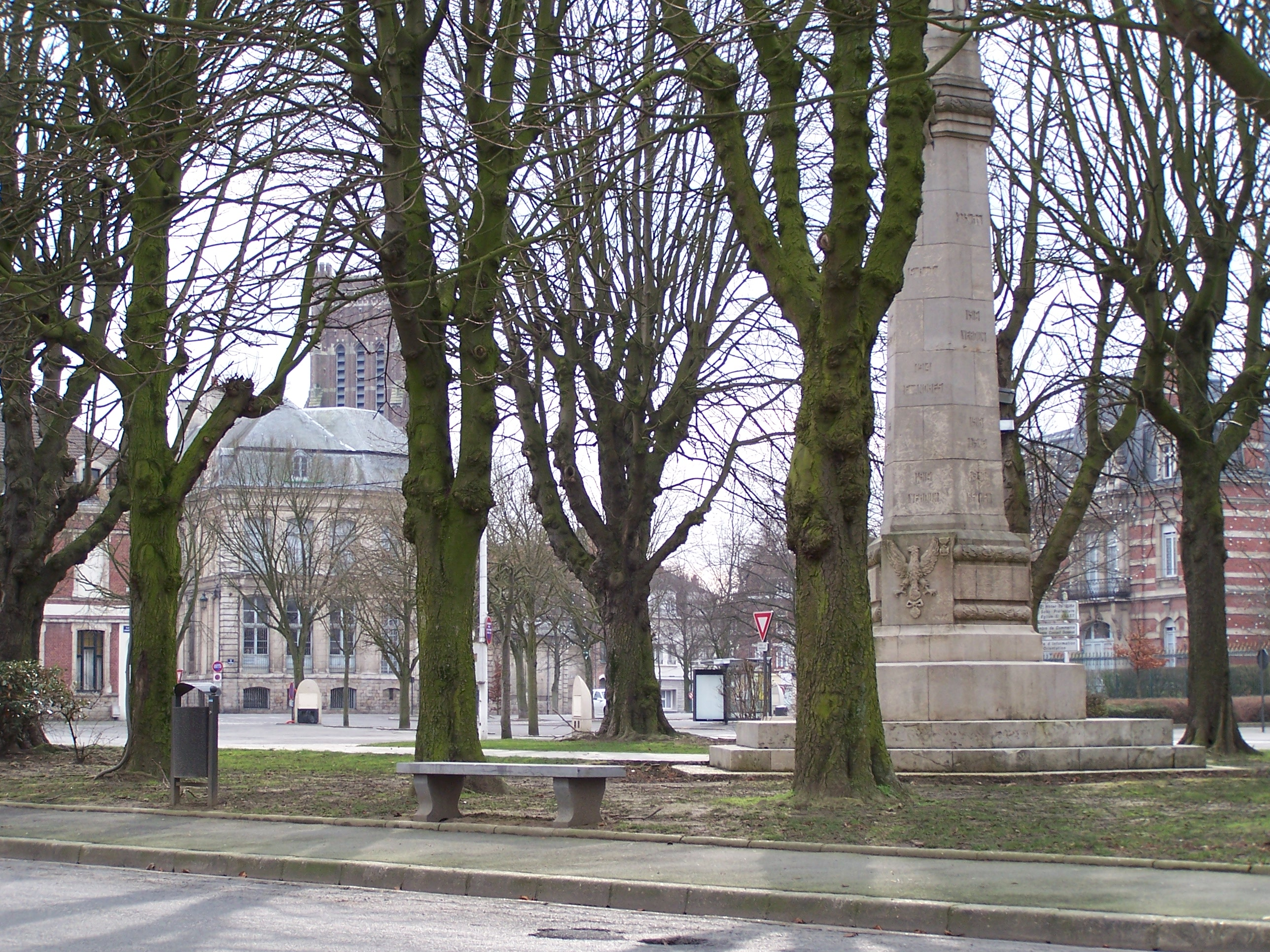
La place Lamartine.

Les premières occupations humaines ont lieu dans le quartier de Catorive, au nord de Béthune, à l'époque mérovingienne. Mais le centre historique s'implante plus au sud ; au Moyen Âge, il s'organise au sein des remparts, autour de la grand-place et du beffroi. Puis les remparts sont supprimés, et la ville se développe au-delà : faubourgs de Catorive, du Rivage, de Lille, d'Arras et de Saint-Pry.
Plusieurs places voient le jour au fil du temps. Elles se nomment aujourd'hui place Lamartine (au nord), place du Général-de-Gaulle (au nord-est), place du Maréchal-Joffre (à l'est), place Sévigné (au sud-ouest).
Le quartier des cheminots (cité-jardin au sud du centre) et la cité du 8ter sont aménagés après la Première Guerre mondiale. Des logements sont construits pour les immigrés, notamment polonais, employés pour faire face au manque de main-d’œuvre française.
L'abandon de l'exploitation du charbon conduit à une reconversion industrielle. La ville aménage alors un nouveau quartier, le Mont Liébaut, défini comme zone à urbaniser en priorité (ZUP), dans les années 1960 et 1970. En 1996, un décret national le classe en zone urbaine sensible (ZUS) et également en zone de redynamisation urbaine (ZRU), avant de devenir un quartier prioritaire en 2015 comptant 2 870 habitants en 2020.

### Logement
En 2021, le nombre total de logements dans la commune était de 14 233, alors qu'il était de 14 112 en 2015 et de 13 317 en 2010. 
Parmi ces logements, 86,8 % étaient des résidences principales, 1,2 % des résidences secondaires et 12,0 % des logements vacants. Ces logements étaient pour 50,5 % d'entre eux des maisons individuelles et pour 48,4 % des appartements. 
Le tableau ci-dessous présente la typologie des logements à Béthune en 2021 en comparaison avec celle du Pas-de-Calais et de la France entière. Une caractéristique marquante du parc de logements est ainsi la faible proportion des résidences secondaires et logements occasionnels (1,2 %) par rapport au département (6,5 %) et à la France entière (9,7 %). 
| Typologie                                               | Béthune | Pas-de-Calais | France entière |
| ------------------------------------------------------- | ------- | ------------- | -------------- |
| Résidences principales (en %)                           | 86,8    | 86,1          | 82,2           |
| Résidences secondaires et logements occasionnels (en %) | 1,2     | 6,5           | 9,7            |
| Logements vacants (en %)                                | 12,0    | 7,3           | 8,1            |

### Projets d'aménagement
Le quartier du Mont Liébaut fait l'objet d'une opération de rénovation urbaine depuis 2007 avec l'agence nationale pour la rénovation urbaine (ANRU). Quelques actions dans le quartier de la rue de Lille et le pôle de la gare complètent ce dispositif de près de 80 millions d'euros.
Trois écoquartiers sont en projet dans le PLU : celui du Rabat au nord, celui de la rue de Lille à l'est et celui de l'Horlogerie au sud près de la gare. Ce dernier, situé sur 8,5 ha à l'emplacement de la friche Testut, comptera 650 logements, dont 450 dans la première tranche.
De 2010 à 2013, un projet de construction de 49 logements passifs (respectivement 15 et 34 logements dans deux bâtiments), nommé « Béthune 49 », est mené par le bailleur social Habitat 62/59/Picardie. Il s'agit d'un des premiers projets d'habitat collectif passif du département, un autre projet de 10 logements devant voir le jour en 2013 à Boulogne-sur-Mer.

### Voies de communications et transports

#### Voies routières

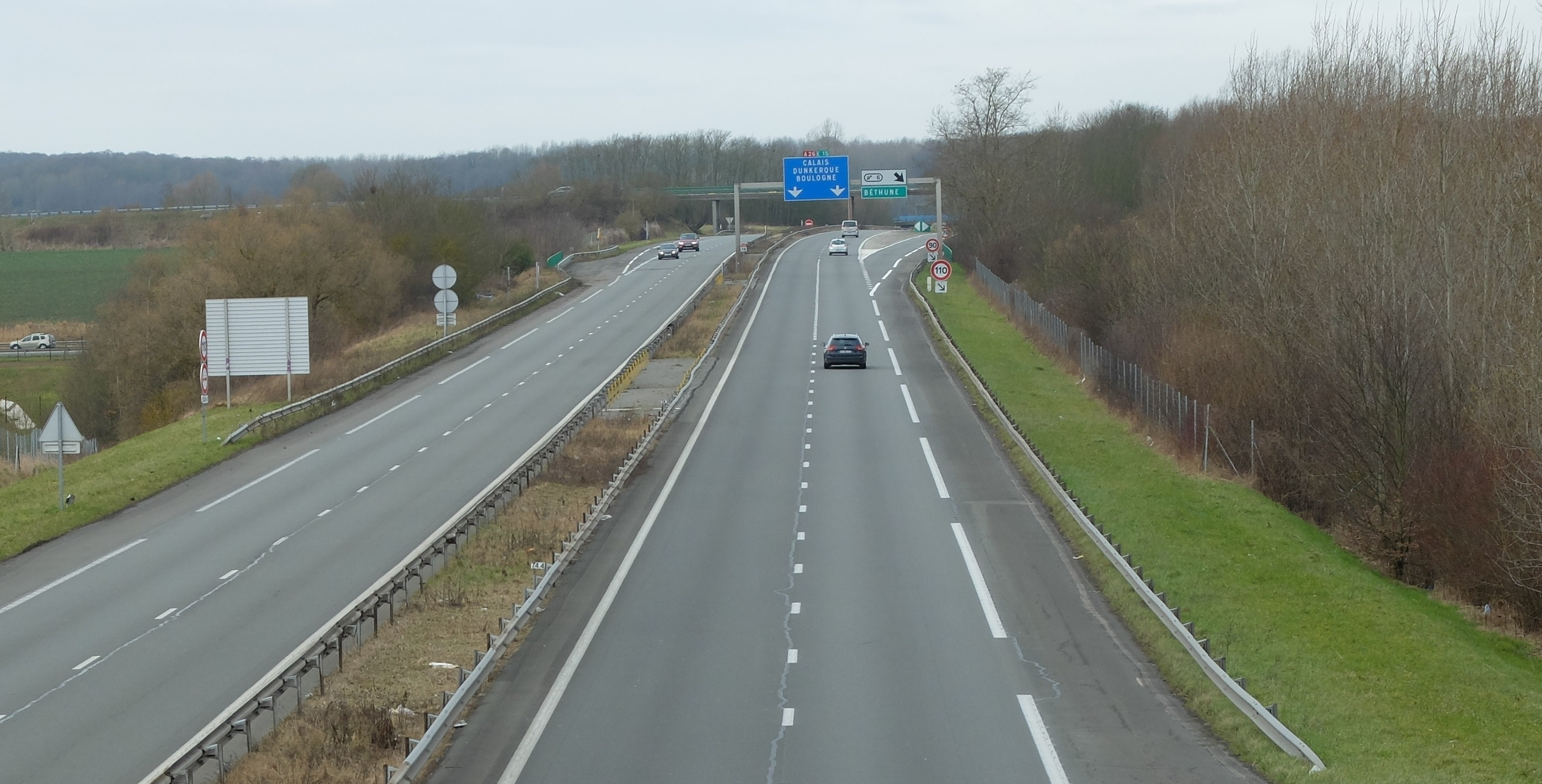
Vue de la sortie 6 de l'A26 permettant la desserte de Béthune.

Béthune est desservie par l'A26 Troyes - Calais via Reims et Arras, dite l'« autoroute des Anglais ». Béthune est à environ 2 h 30 min de Paris, 30 min d'Arras et 40 min de Lille. Un projet de deuxième autoroute passant à Béthune, l'autoroute A24, a été abandonné en août 2010 à la suite du Grenelle de l'Environnement.
Béthune se trouve en outre au croisement des routes nationale 41 reliant Saint-Pol-sur-Ternoise à Lille, nationale 43 allant de Sainte-Ruffine (Metz) à Calais et nationale 37 de Château-Thierry à Saint-Venant. Ces trois voies ont été déclassées en routes départementales, les deux premières en 2006 (renommées en D 941 et D 943) et la troisième en 1972, renommée alors D 937.

#### Voies navigables
Pour le transport du fret, Béthune est desservie par le canal à grand gabarit Dunkerque-Escaut.

#### Voies aériennes
Pour le transport de passagers, l'aéroport le plus proche est celui de Lille-Lesquin, tandis que pour le fret le plus proche est celui de Merville

#### Voies ferroviaires

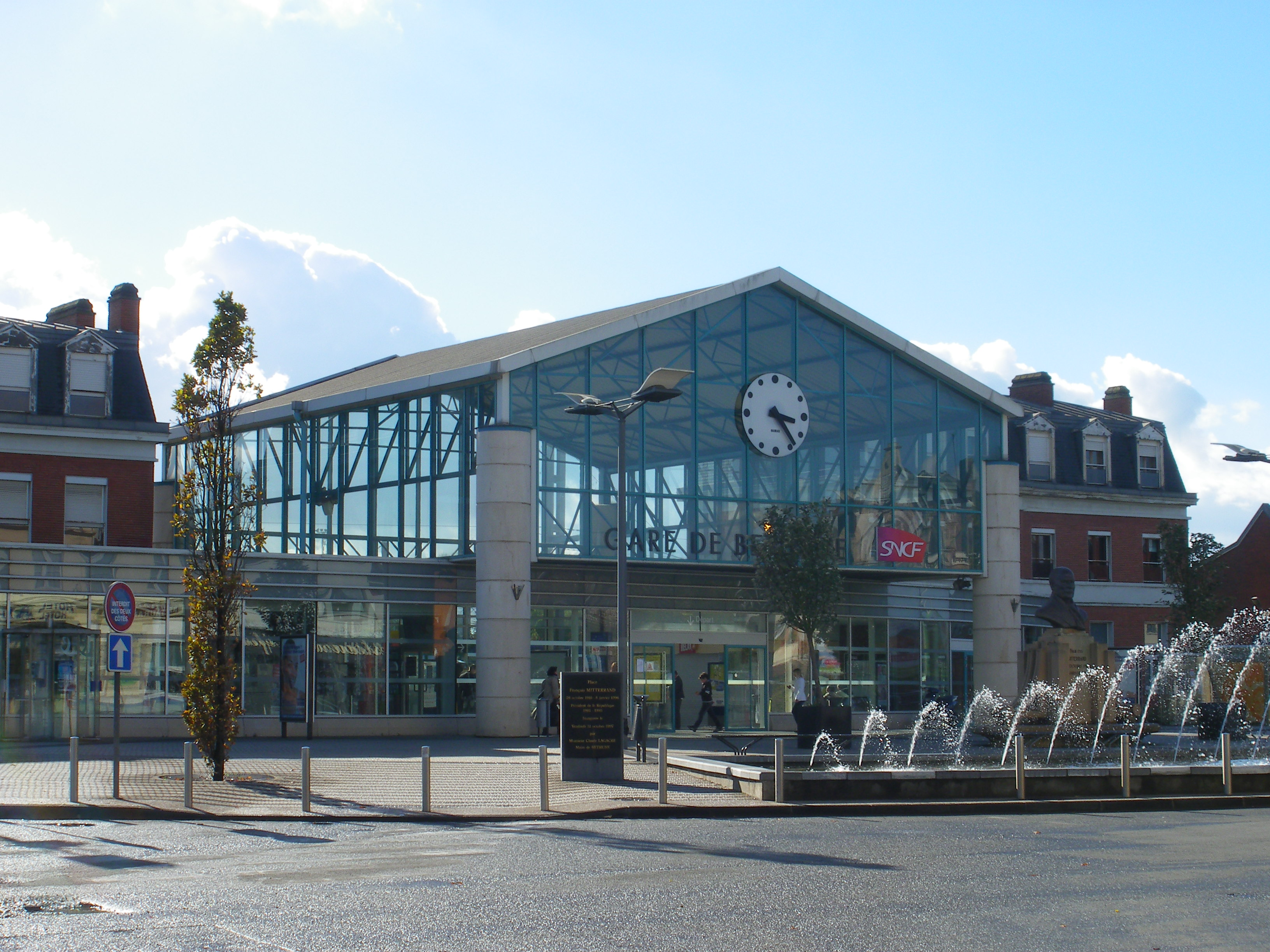
La gare.

Béthune est située à l'intersection de deux voies ferrées. Sur la voie ferrée Arras - Dunkerque, six allers-retours TGV sur le trajet Paris-Dunkerque mettent la gare de Béthune à environ 1 h 20 min de la capitale. Il est également possible de prendre le TGV à Arras (seconde gare de la région se trouvant à seulement 50 min de Paris). La voie ferrée reliant Saint-Pol-sur-Ternoise à Lille permet à Béthune d'être reliée à Lille via le TER ainsi que Boulogne-sur-Mer par l'intermédiaire de Saint-Pol-sur-Ternoise. Une deuxième gare a existé à Béthune, nommée Béthune-Rivage et située sur la liaison Béthune-Lille, elle se trouvait sur la ligne de Beuvry à Béthune-Rivage.
Un projet de train est à l'étude sur une ligne ferroviaire reliant Béthune à Bruay-la-Buissière où une gare serait construite.

#### Transports urbains
Béthune est desservie par le réseau de bus Tadao, qui couvre un territoire de 750 km2 peuplé de plus de 610 000 habitants, incluant les agglomérations de Lens et Béthune et s'étendant de Leforest à l'est jusque Cauchy-à-la-Tour à l'ouest. Le réseau, exploité par la société Keolis, transporte plus de 15 millions de voyageurs chaque année.
La ville est également desservie par deux lignes de bus à haut niveau de service : la ligne Bulle 2 (Houdain ou Barlin − Beuvry) et la ligne Bulle 4 (Annezin − Hôpital de Beuvry). Une partie de ces lignes sont en site propre, notamment dans le quartier du Mont-Liébaut et aux abords de la gare.
Dans la commune fonctionnait, de 1899 à 1932, la ligne de tramway de Béthune à Estaires, une ancienne ligne de tramway qui circulait de Béthune (Pas-de-Calais) jusqu’à Estaires (Nord).

## Toponymie
Le nom de la localité est mentionné sous les formes Bitunia dès le VIIIe siècle; Betuna en 1121. Sur les anciens titres et cartes, on trouve aussi les appellations Bei-thun, Béthuen, Béthon et Béthun.
Il serait issu du nom d'homme germanique Bettun d'après Albert Dauzat et Charles Rostaing qui proposent un *Bettuna (villa), villa au sens de « domaine rural » étant sous-entendu. La graphie actuelle est peut-être liée à l'attraction des noms de lieux en -thun, fréquent dans le Pas-de-Calais, basés sur le vieux saxon tūn (cf. l'anglais -ton et town), à moins qu'il ne s'agisse d'un type *Bi-tun formé des éléments bi « autour » et tūn.
Se nomme Betun en flamand.

## Histoire
L'homme de Néandertal occupe la région, à proximité d'Arras, il y a 200 000 ans. Des pointes barbelées en os et bois de cervidé (datées autour de 10 000 av. J.-C.) ont été retrouvées à Béthune et Beuvry, ainsi que des outils plus récents dans le marais de Beuvry (-7000 à -5000 ans, au Mésolithique). Au Néolithique (-4000 à -1600 ans), l'activité s'oriente vers l'agriculture et l'élevage ; une occupation à l'âge du bronze (-1600 à -800) est également attestée sur le territoire de Beuvry. À l'époque gallo-romaine, une villa occupe le lieu-dit le Château Brunehaut.

### Moyen Âge

#### Haut Moyen Âge
Les premières traces d'habitation remontent au VIe siècle-VIIe siècle.
Vers 502, saint Vaast, évêque d'Arras et évangélisateur de l'Artois, fait construire l'église dédiée à la Vierge au bord de la confluence de la Lawe et de la Blanche, au lieu-dit Catorive (peut-être « Castel de la rive »), devenu pauvre faubourg batelier de Béthune depuis l'extension de la partie navigable de la Lawe jusqu'au centre-ville en 1510. Cette église se trouvait à l'emplacement de l'actuelle école Pasteur. Elle fut consacrée à saint Vaast au début du Xe siècle puis détruite au XVIe siècle par Charles-Quint lors des travaux de fortification de Catorive : l'empereur fit construire une nouvelle église Saint-Vaast au centre de Béthune, la bâtisse la plus caractéristique de la cité aujourd'hui avec le beffroi.
Sous Charlemagne, vers 800, le Béthunois compte 4 000 à 5 000 habitants. Cette population est multipliée par 10 dans les 500 années qui suivent.

#### La seigneurie de Béthune: les avoués
Les premières traces écrites mentionnant la seigneurie de Béthune remontent à 940. Cette seigneurie formait le nord-ouest de l'ancienne cité des Atrébates ; elle fut probablement soumise à l'autorité des comtes de Flandre depuis le règne d'Arnoul le Grand et y demeura attachée jusqu'au XIVe siècle.
Les seigneurs de Béthune étaient, à titre héréditaire, avoués de Saint-Vaast d'Arras ; c'est ce qui leur valut la qualification d'avoués de Béthune. En 970, on trouve la première mention du château.
En 1093, une première épidémie de peste touche la ville. D'autres suivront en 1188 (voir ci-dessous), 1429 et 1522.
À partir du XIe siècle, les seigneurs de Béthune ont dans la châtellenie de Béthune le même rôle que les autres châtelains flamands. Ils semblent avoir possédé de bonne heure les seigneuries de Warneton et de Cassel.
Le premier avoué de Béthune que l'on retrouve cité est Robert Faissieux (fasciculus), à la fin du Xe siècle et au commencement du XIe siècle. Il possédait la moitié de la seigneurie de Richebourg (au nord-est de Béthune).
Ses successeurs sont : au XIe siècle, Robert II, Robert III ; au XIIe siècle, Robert IV, Guillaume Ier, qui ajoute à son domaine l'autre moitié de Richebourg, Robert V (mort en 1191) et Robert VI (mort en 1193-1194).
En 1096, Adam de Béthune participe à la première croisade. Son nom figure dans la cinquième salle des croisades du château de Versailles.
Au XIIe siècle, la ville de Béthune, convoitée, est défendue par ses bourgeois contre l'armée flamande. Le bourg fortifié sur 25 hectares s'ouvrait par cinq portes. Les fortifications de la ville sont améliorées et renforcées au fil des siècles.
En 1137, un premier incendie détruit un grand nombre de maisons, alors encore construites en bois.

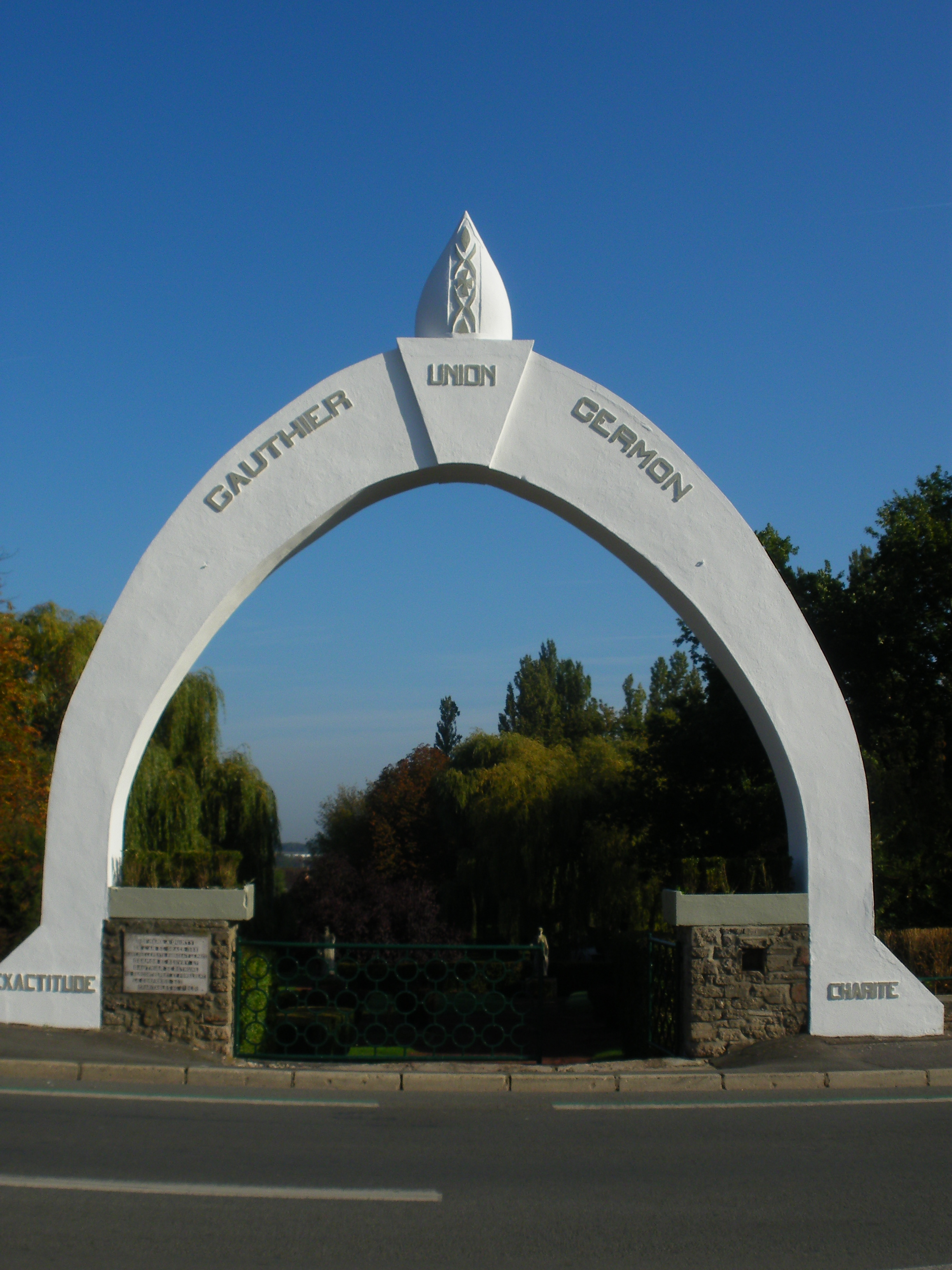
Le parc du Quinty, lieu de la rencontre entre Germon et Gauthier.

En 1188, la ville est de nouveau affectée par une épidémie de peste, favorisée par un sol marécageux et le manque d'hygiène. Les morts ne sont alors pas enterrés et les malades non soignés. La légende raconte que saint Éloi apparaît alors en songe à deux maréchaux-ferrants, Germon de Beuvry et Gauthier de Béthune. Il leur demande de se réunir pour fonder une charité. Les deux hommes, réunis au Quinty, créent la Confrérie des Charitables de Saint-Éloi, chargée d'assurer les enterrements de tous. La confrérie existe encore de nos jours.
Robert IV, par la paix d'Arras (1191), devient vassal immédiat du roi de France pour Béthune, Richebourg, mais demeure vassal du comte de Flandre pour Warneton. Son frère Guillaume II, qui lui succède, épouse Mathilde, fille de Gauthier II, héritière de Termonde, Lokeren, Meulebeke et de l'avouerie de Saint-Bavon de Gand. Il meurt en 1213. Viennent ensuite ses deux fils : Daniel qui meurt en 1226 sans postérité, et Robert VII, qui remet en apanage à son frère Guillaume Lokeren et Meulebeke. En 1222, le château est reconstruit et entouré de murailles sur trois côtés.
En 1245 Gui de Dampierre épouse Mathilde (Mahaut), fille de Robert VII. Elle lui apporte en dot les espérances qui se réalisèrent à la mort de son père, en 1248, et qui firent passer au comte de Flandre les seigneuries de Béthune, de Termonde, de Richebourg, de Warneton et l'avouerie d'Arras. En effet, elle n'avait qu'une sœur, Élisabeth, qui obtint une autre part de l'héritage. Robert (dit de Béthune), fils de Gui et de Mahaut, fut investi de l'héritage de la maison de Béthune dès 1265.

#### Fin du Moyen Âge
La richesse agronomique des sols entraîne une certaine prospérité du Béthunois vers 1300, accompagnée d'une forte croissance démographique (population estimée à 40 000 à 50 000 personnes).
En 1297, Gui de Dampierre, comte de Flandre défie le roi de France, Philippe le Bel. Le roi s'empare des plus fortes places de la Flandre. Les bourgeois de Béthune en profitent pour se révolter contre l'autorité du comte de Flandre et se soumettre au roi de France.
À l'avènement de Robert de Béthune, en 1305, il cède à son frère Guillaume Termonde et Richebourg. La châtellenie de Béthune est remise par le traité d'Athis aux mains de Philippe le Bel, qui n'attend pas, pour en disposer, que le traité de Pontoise (1312) rende définitive l'aliénation de la Flandre gallicane. Comme son second fils, Philippe de Poitiers, avait épousé la fille de la comtesse Mahaut d'Artois et que la dot de cette princesse assise en Franche-Comté dépassait le chiffre de la rente convenue, le roi, à titre de dédommagement, lui délivra en 1311 la châtellenie de Béthune, qui devait plus tard, avec la masse de la succession de Mahaut d'Artois, revenir à la Flandre.

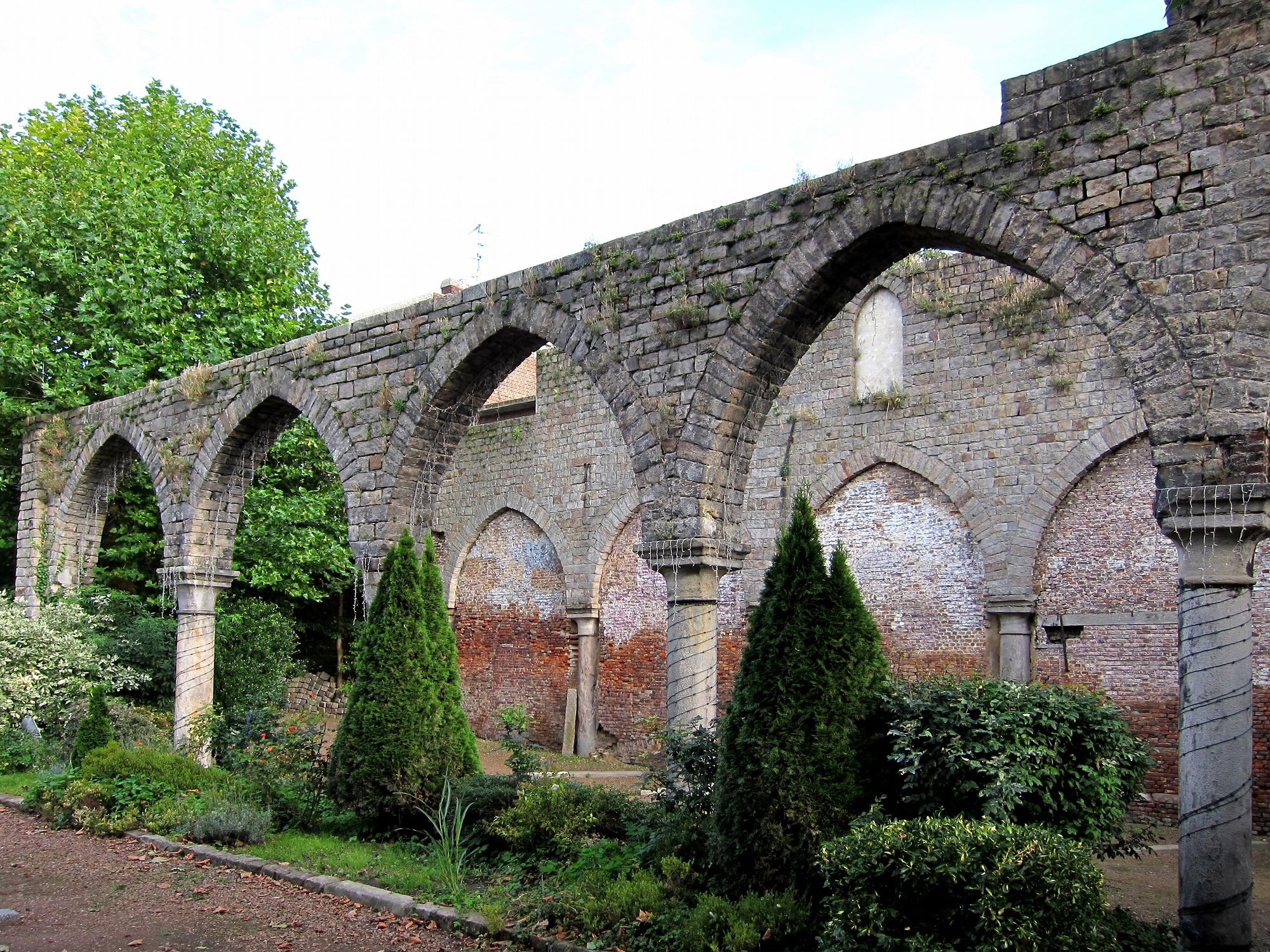
Ruines des Récollets.

Durant la guerre de Cent Ans (XIVe siècle - XVe siècle), les Béthunois défendent avec ténacité la ville des attaques des armées flamandes. En récompense, les bourgeois de Béthune leur permettent la construction d'un beffroi avec droit de cloche et de prison. Le premier beffroi en bois est détruit dans un incendie. Il est reconstruit en grès en 1388. En 1447, un second incendie détruit à nouveau une partie des habitations. En 1500, Béthune est sous la domination espagnole. Charles Quint renforce les fortifications et fait déplacer l'église Saint-Vaast dans l'enceinte fortifiée. Il aménage le canal de la Lawe. Béthune connaît alors une expansion importante avec le développement de l'industrie drapière et le commerce du grain. Cela favorise l'installation de nombreux corps de métiers, tels que la teinturerie et la tannerie.

### Époque moderne et contemporaine

#### Domination espagnole
À partir de l'accession de Charles Quint au trône d'Espagne (1515) Béthune se trouve sous domination des Habsbourg espagnols. À cette époque les autorités renforcent les fortifications de la ville. Le roi catholique ordonne aussi de déplacer l'église de Saint Vaast dans l'enceinte fortifiée et planifie le canal de la Lawe.
Béthune connaît à l'époque une expansion importante et un développement de l'industrie textile et du commerce de grain. Cela entraîne l’installation de nombreuses corporations d'étoffe, etc.

#### Des guerres à la Révolution
En 1645, la ville est assiégée par les troupes françaises et doit capituler. Louis XIV met fin aux prétentions espagnoles par le traité des Pyrénées (1659) et les remparts de la ville sont renforcés sous la direction de Vauban. L'armée des Alliés, commandée par les Néerlandais, assiège la ville en 1710 et Béthune est néerlandaise pendant près de trois ans.
En 1788, le dernier drapier cesse son activité. À la fin du XVIIIe siècle, l'économie est donc fortement tournée vers l'agriculture et le commerce ; plus de la moitié des terres appartiennent à des privilégiés ou des citadins. Comme tout le royaume de France, Béthune connaît l'agitation de la Révolution française : expulsion des congrégations religieuses, exil des familles aristocratiques.

#### Industrialisation

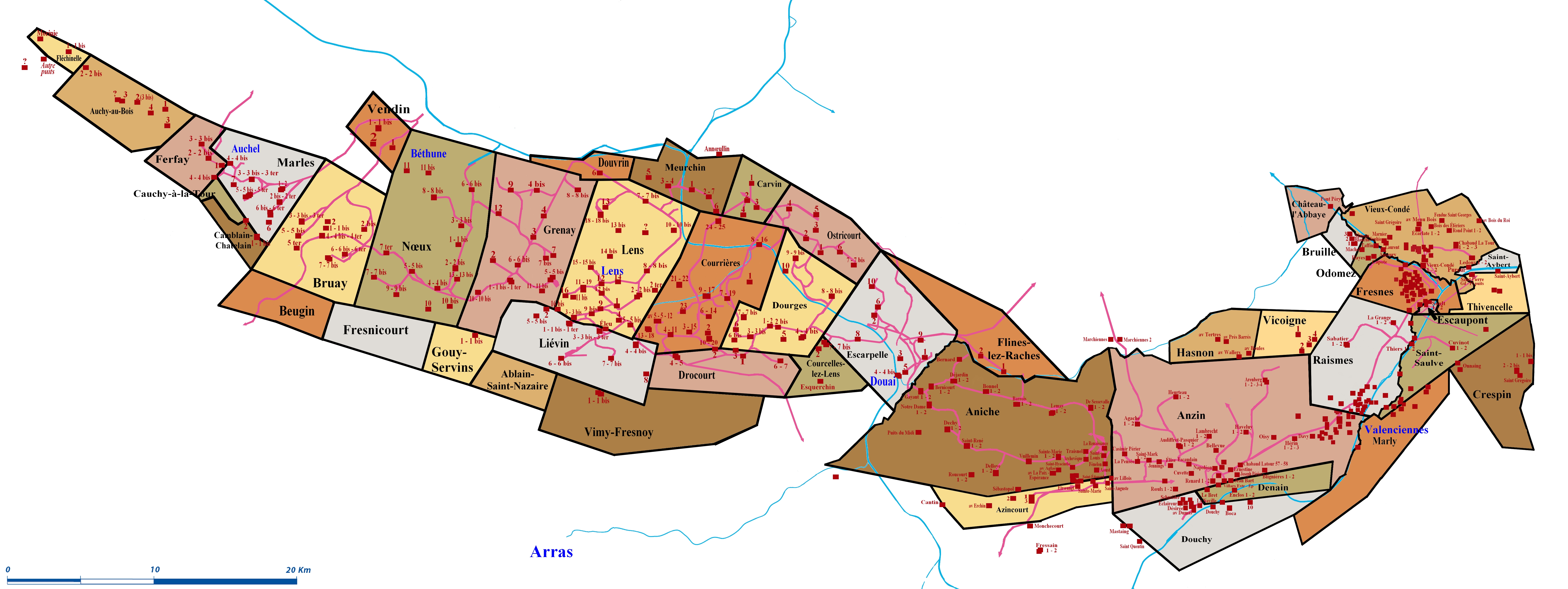
Les puits et les concessions du bassin minier du Nord-Pas-de-Calais, à l'exception du Boulonnais.

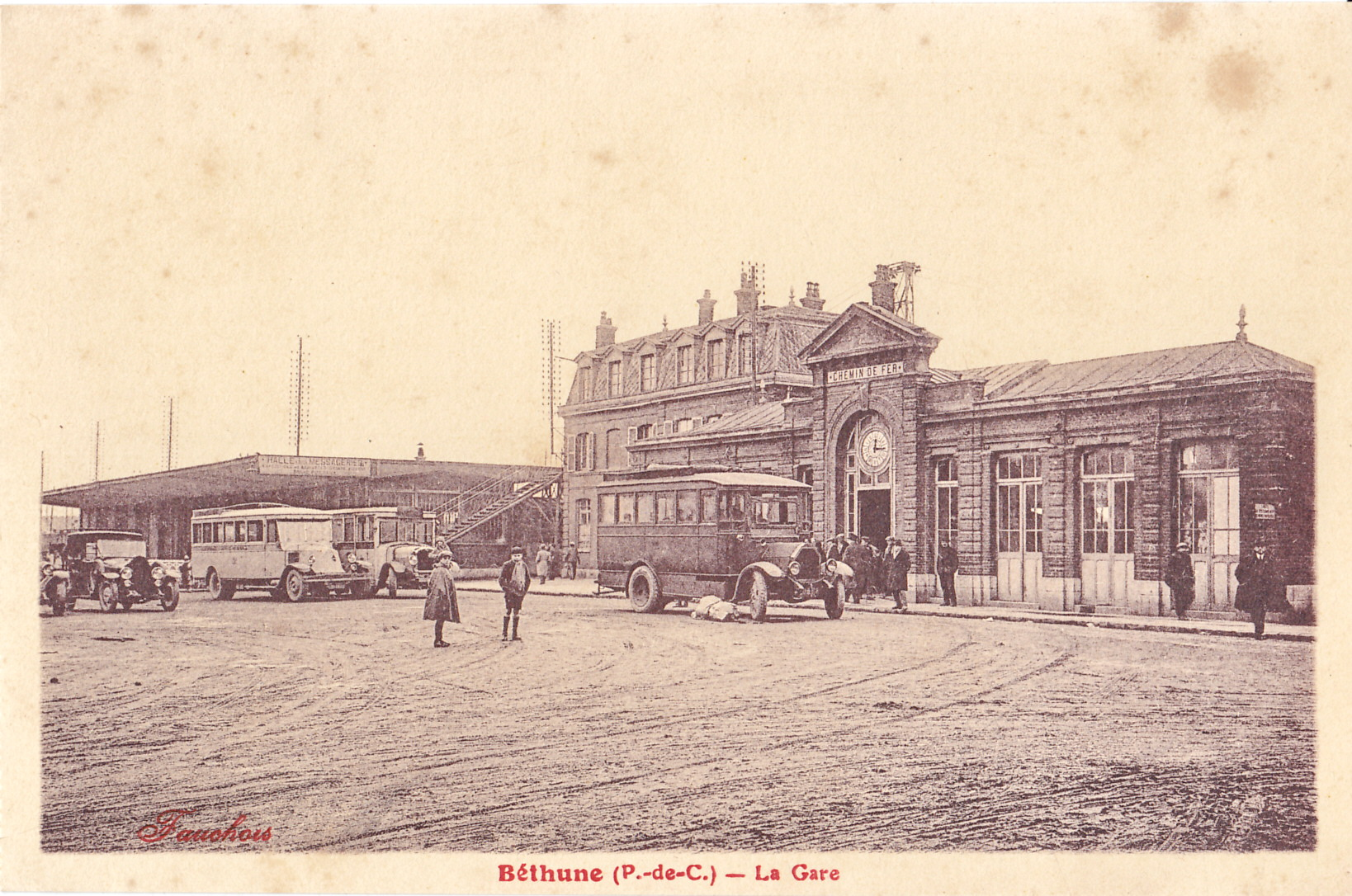
La première gare de Béthune, ici photographiée dans les années 1930.

Au début du XIXe siècle, la ville subit deux ouragans en 1800 et 1807, et sa population (surtout les pauvres) une suette (maladie infectieuse) en 1802. L'économie se redresse ensuite, malgré certaines années difficiles (hiver de 1828-1829 ; 5 épidémies de choléra de 1832 à 1866, inondations en 1841, troubles en 1847, etc.) La culture de tabac et d'oléagineux se développe ; la betterave à sucre est cultivée et transformée dans des raffineries locales.
À partir de 1851 (date de la première extraction à Courrières), l'exploitation du charbon est au cœur de l'économie et de la vie locale. Béthune se situe en limite, au nord-ouest des sites miniers. La réalisation de la ligne ferroviaire Arras-Dunkerque relie Béthune à ces villes (en 1861) ainsi qu'à Paris, Lens, Lillers et Hazebrouck. Le canal d'Aire à La Bassée est par ailleurs construit en 1826, et amélioré dans la deuxième partie du siècle. Les remparts sont arasés de 1870 à 1879, l'urbanisation s'étend vers l'est.
L'horlogerie Outrebon s'implante à Béthune à la fin du XIXe siècle.

#### Le début duXXesiècle

La zone rouge au niveau de l'Artois.

En 1906, une usine de pesage, Aequitas, s'installe en face de l'actuelle « friche Testut » près de la gare et vient conforter le secteur de l'horlogerie. La ville se modernise en se dotant d'un nouvel hôpital (1907), d'une poste (1910) et d'un théâtre (1912) et en développant les réseaux d'assainissement, d'électricité et d'eau courante. En 1909, Béthune est le lieu de la quadruple exécution des membres de la Bande Pollet.
La Première Guerre mondiale entraîne la destruction de près de la moitié de la ville. L'armée allemande n'occupe pas la commune durant le conflit. Le président du Conseil des ministres Georges Clemenceau visite Béthune et autres communes non tenues par les Allemands le 25 février 1918. Le 12 avril 1918, les forces ennemies se rapprochant de Béthune, le sous-préfet Adrien Bonnefoy-Sibour ordonne l'évacuation de la ville, le conseil municipal s'exile à Berck-sur-mer. L'armée allemande bombarde le centre-ville le 20 mai 1918, le détruisant quasi intégralement à l'exception du beffroi pendant quatre jours. Le déblaiement des ruines par les prisonniers allemands va durer jusqu'à la fin de 1919; en attendant les 12 000 béthunois vivent où ils peuvent, notamment dans les caves et récupèrent les gravats pour reconstruire. Après la guerre, la commune reçoit en décembre 1919 la Légion d'honneur par le président de la République Raymond Poincaré. La reconstruction des infrastructures publiques s'étend jusqu'en 1927, la ville a reçu 21 millions de francs à cette fin. On profite de l'opération pour assainir la ville : élargissement des rues, percement d'avenues, destruction des cours insalubres du centre ville. Dans les arrondissements d'Arras et Béthune, 150 000 ha de terres sont stérilisés.
La commune est décorée de la croix de guerre 1914-1918 par décret du 5 décembre 1919, distinction également attribuée à 276 autres communes du Pas-de-Calais.
Au début des années 1930, la ville a retrouvé la prospérité que la crise économique des années 1933-1934 (Grande Dépression en France) va venir affecter : chômage dans les Houillères, faillites d'entreprises, de commerces, de banques. En 1939, la situation s'est améliorée mais arrive la Seconde Guerre mondiale.
En 1931, un tramway relie Béthune à Estaires.

#### Seconde Guerre mondiale
Au début de la Seconde Guerre mondiale, la population de Béthune participe au premier des actes de résistance collective à l'occupation nazie en France, et le plus massif en nombre, la grève patriotique des cent mille mineurs du Nord-Pas-de-Calais de mai-juin 1941, qui prive les Allemands de 93,000 tonnes de charbon pendant près de 2 semaines, déclenchant 400 arrestations, des exécutions et la déportation de 270 personnes.

#### Évolution de la ville après la Seconde Guerre mondiale
Au début de la Seconde Guerre mondiale, la ville connaît successivement l'exode des Belges et des frontaliers (à la mi-mai 1940), des bombardements les 10 et 22 mai, l'arrivée de l'occupant allemand le 24 puis celle des prisonniers des environs. La population subit des rafles, des prises d'otages, des restrictions et surveillances. La résistance locale s'organise à partir de la fin 1940. Le 17 décembre 1940, les juifs de Boulogne-sur-Mer, juifs de familles de vieille souche française, et de Béthune sont internés dans un camp à Troyes. De nouveaux bombardements, anglais, ont lieu à partir du 27 avril 1944 et jusqu'au début du mois de juin. Les Allemands quittent Béthune à partir du 1er septembre 1944 ; la libération s'effectue le 4 par la 7e division blindée Britannique.
En 1956, la fermeture des mines s'organise à l'ouest du bassin minier, du côté de Béthune et Bruay. En 1964, le fabricant de pneus Firestone s'implante à Béthune et emploie plus de 1 500 personnes. La plasturgie emploie également 4 000 personnes dans le secteur de Béthune - Bruay.
Les établissements Testut, spécialisés dans la commercialisation d'appareils de pesage, créés en 1820, s'implantent à Béthune en 1971. En 1983, ils emploient encore 400 personnes. Puis le site ferme et devient une friche, aménagée dans les années 2010 en écoquartier.
En 1987, la ville de Bruay-en-Artois, située dans l'arrondissement de Béthune, fusionne avec sa voisine Labuissière pour devenir Bruay-la-Buissière. Cette fusion permet à la nouvelle commune de concurrencer Béthune au niveau démographique. De son côté, Béthune fusionne aussi avec des communes limitrophes. La fusion avec Verquigneul est réalisée le 10 décembre 1990, ce qui augmente la population béthunoise de 1 600 habitants,. Le 1er janvier 1994, une nouvelle fusion est actée, cette fois avec Beuvry, ce qui amène 9 000 résidents de plus à Béthune. La fusion avec Beuvry est annulée par le préfet le 20 novembre 1997, à la suite de deux pétitions et d'un vote. Verquigneul se sépare de Béthune le 1er janvier 2008 après avoir suivi un processus similaire,,.

## Politique et administration

### Rattachements administratifs et électoraux

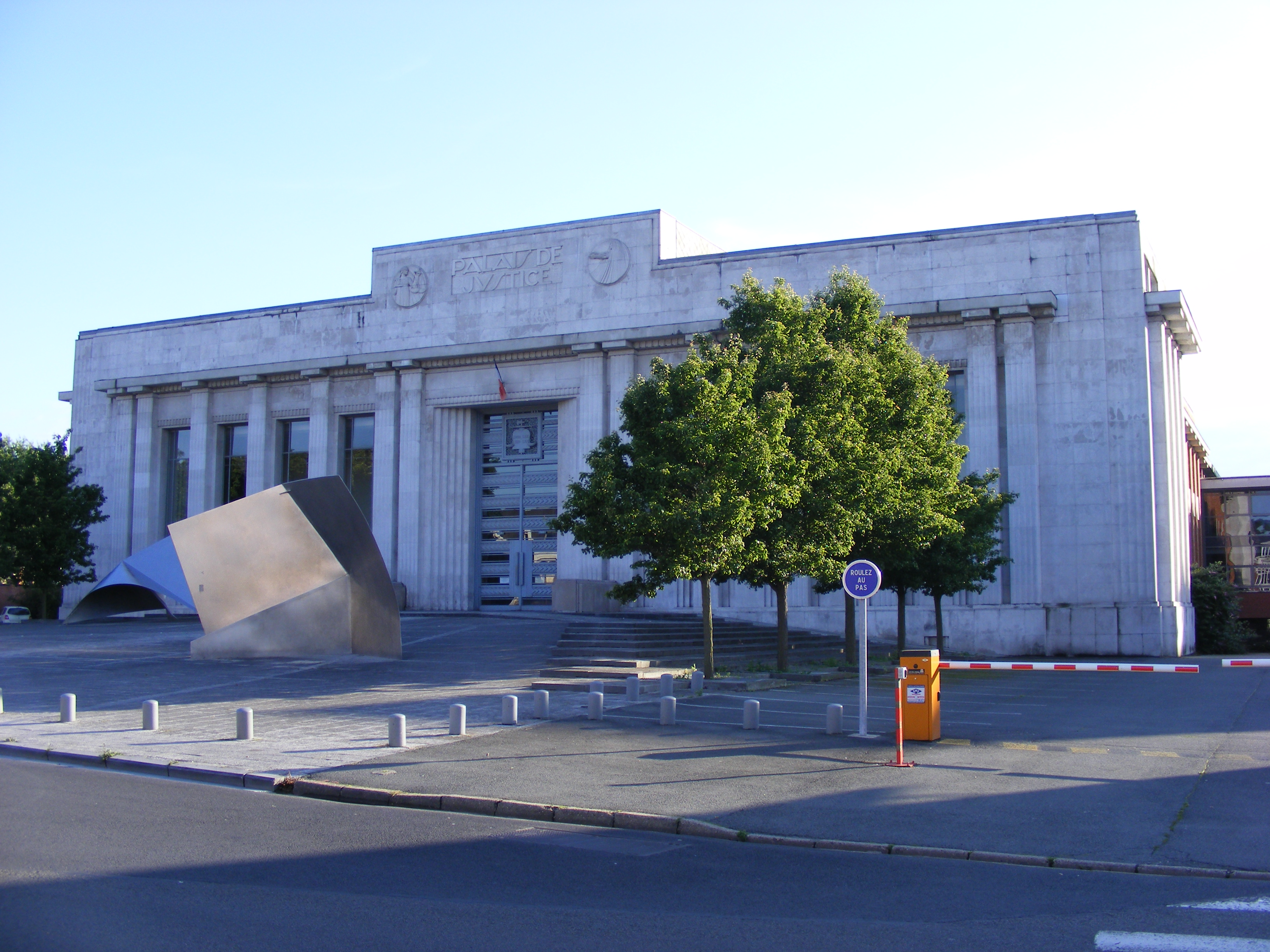
Le tribunal de Béthune.

#### Rattachements administratifs
La commune est le chef-lieu de l'arrondissement de Béthune du département du Pas-de-Calais.
Elle était de 1793 à 1973 le chef-lieu du canton de Béthune, qui est alors scindé et la ville répartie entre les cantons de Béthune-Nord et de Béthune-Sud. Un nouveau découpage intervient en 1991, et la ville est alors le chef-lieu des cantons de Béthune-Est, de Béthune-Nord et de Béthune-Sud. Dans le cadre du redécoupage cantonal de 2014 en France, cette circonscription administrative territoriale a disparu, et le canton n'est plus qu'une circonscription électorale.
La ville est située dans le ressort de la cour d'appel de Douai et est dotée d'un tribunal de grande instance.
Un projet (dans le cadre du programme immobilier pénitentiaire national) annonce en 2011 la fermeture de la maison d'arrêt de Béthune au profit d'un nouvel établissement pénitentiaire, à Saint-Venant (672 places).

#### Rattachements électoraux
Pour les élections départementales, la commune est le bureau centralisateur depuis 2014 du canton de Béthune
Pour l'élection des députés, elle fait partie de la neuvième circonscription du Pas-de-Calais.

### Intercommunalité
Béthune était le siège de la communauté d'agglomération de l'Artois, un établissement public de coopération intercommunale (EPCI) à fiscalité propre créé en 2013 sous le nom de communauté d'agglomération de Béthune Bruay Noeux et Environs.
Dans le cadre des dispositions de la loi portant nouvelle organisation territoriale de la République (Loi NOTRe) du 7 août 2015, qui prévoit que les établissements publics de coopération intercommunale (EPCI) à fiscalité propre doivent avoir un minimum de 15 000 habitants, celle-ci fusionne avec les petites communauté de communes Artois-Lys et communauté de communes Artois-Flandres, formant, le 1er janvier 2017, la communauté d'agglomération de Béthune-Bruay, Artois-Lys Romane, dont Béthune est désormais le siège.

### Tendances politiques et résultats

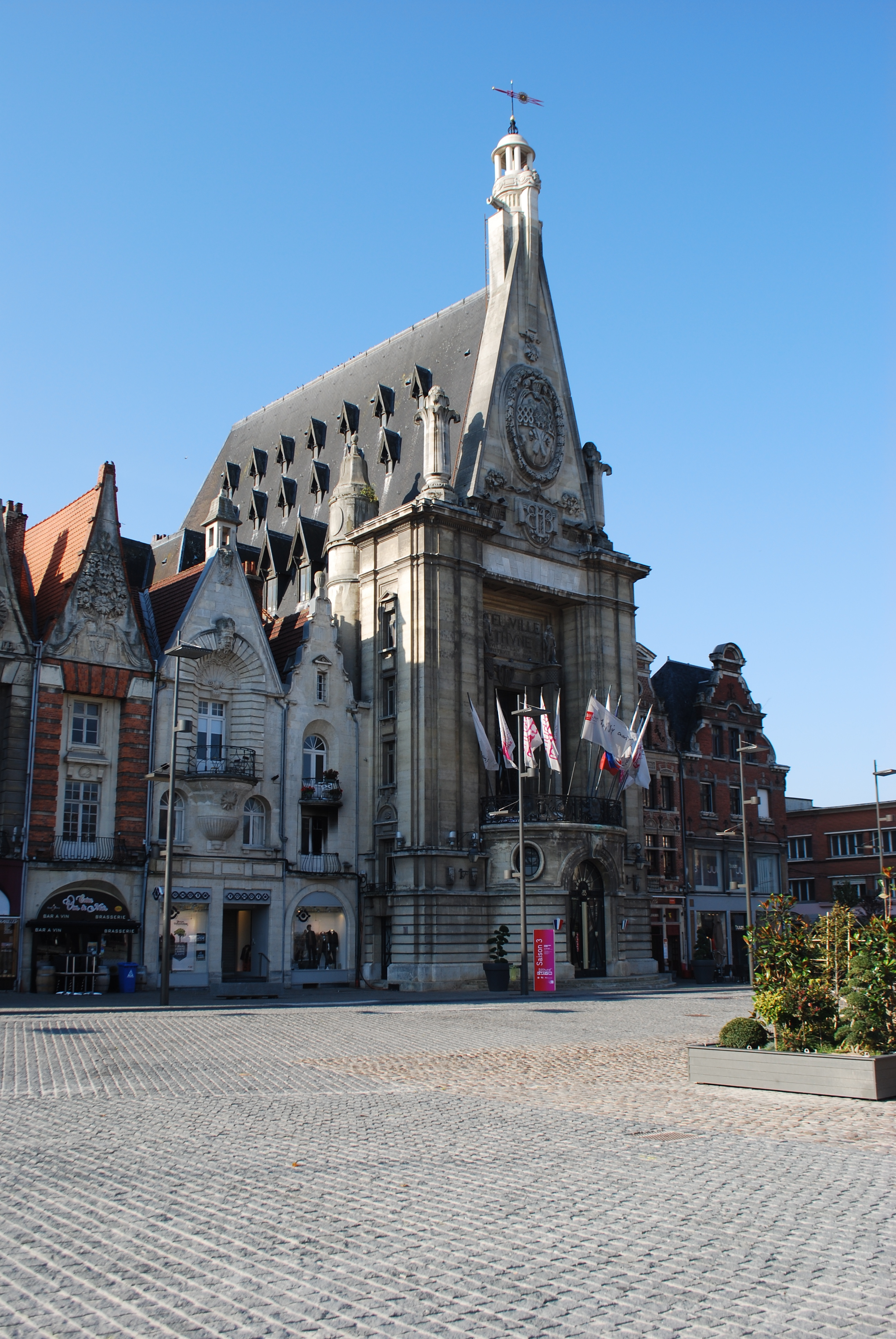
L'hôtel de ville.

Sous-préfecture.

Béthune a été gérée par des majorités socialistes depuis 1977. Cependant aux élections municipales de 2008 le maire sortant, Jacques Mellick (PS), a été battu au second tour avec 49,34 % des voix par Stéphane Saint-André, divers gauche (50,66 %), avec un taux de participation de 66,97 %.
Au second tour de l'élection présidentielle de 2012, 57,17 % des suffrages sont allés à François Hollande et 42,83 % à Nicolas Sarkozy, contre respectivement 51,64 % et 48,36 % au niveau national, avec un taux de participation de 73,28 %. Au premier tour Marine Le Pen obtenait à Béthune un résultat meilleur que dans le reste de la France (20,93 % contre 17,90 %), Jean-Luc Mélenchon réalisait 10,93 % dans la ville et 11,10 % au niveau national. François Bayrou, avec 7,27 % des voix, était le seul autre candidat à dépasser 5 % dans la commune,.
Aux élections régionales françaises de 2010 la liste conduite par Daniel Percheron (Union de la Gauche) arrivait en tête au second tour avec 55,73 % des suffrages, contre 25,17 % à la liste de la majorité présidentielle conduite par Valérie Létard, et 19,10 % à Marine Le Pen (Front National).

### Administration municipale

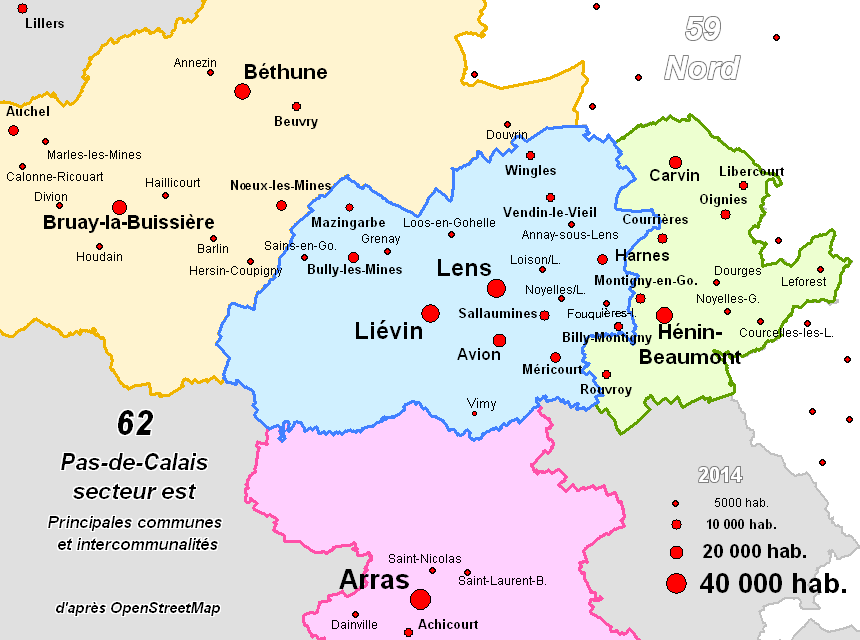
Secteur Est (Béthune, Lens, Hénin-Beaumont).
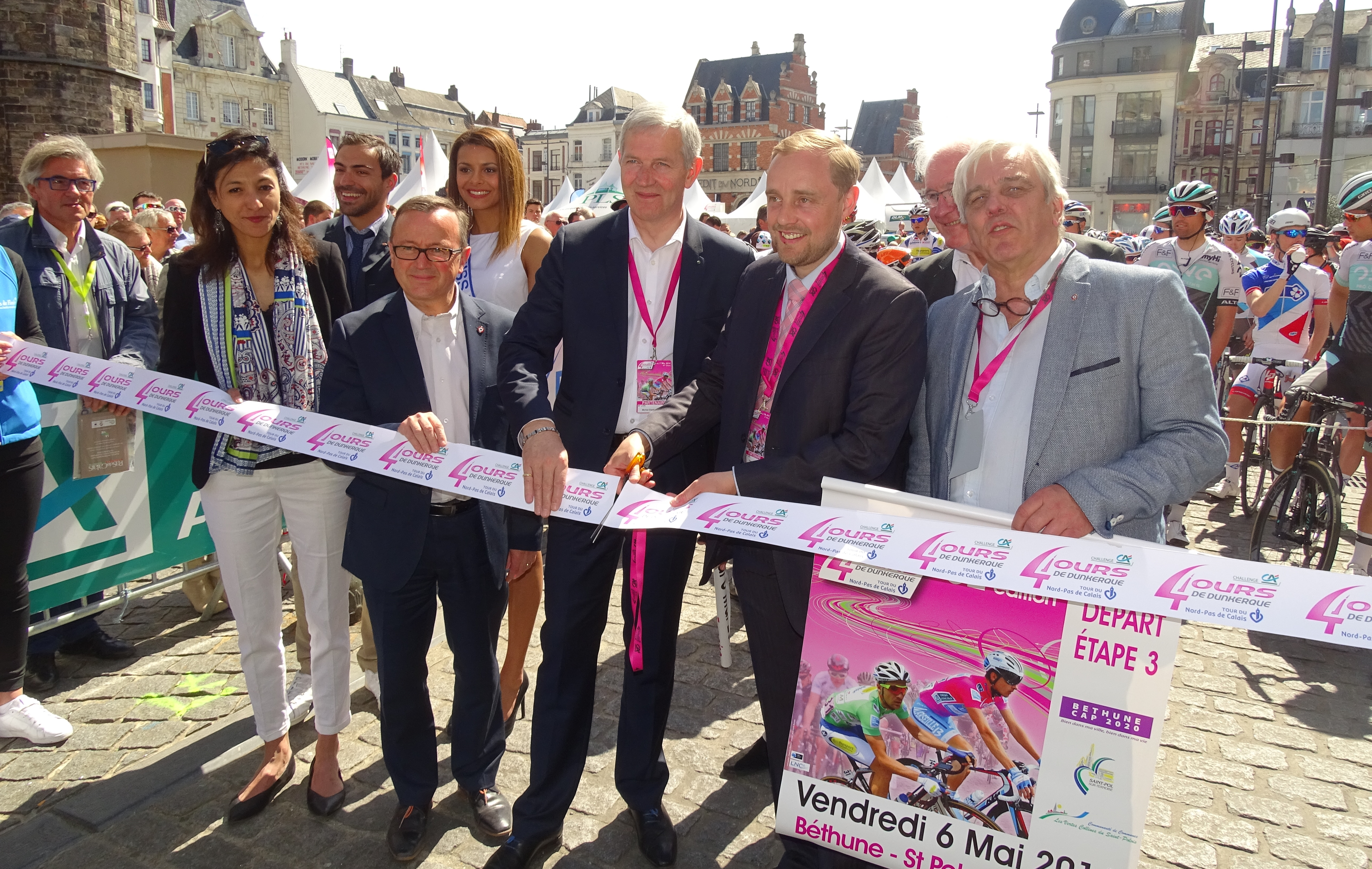
Olivier Gacquerre coupant le ruban peu avant le départ de la 3e étape des Quatre Jours de Dunkerque 2016 à Béthune.

Compte tenu du nombre d'habitants, le nombre de membres du conseil municipal est de 35.

#### Élections municipales 2020
- Maire sortant : Olivier Gacquerre (UDI)
- 35 sièges à pourvoir au conseil municipal (population légale 2017 : 24 895 habitants)
- 12 sièges à pourvoir au conseil communautaire (CA de Béthune-Bruay, Artois-Lys Romane)

|                          |                                     |                          |              |              |        |        |  |  |  |
| Tête de liste            | Tête de liste                       | Liste                    | Premier tour | Premier tour | Sièges | Sièges |  |  |  |
| Tête de liste            | Tête de liste                       | Liste                    | Voix         | %            | CM     | CC     |  |  |  |
|                          | Olivier Gaquerre                    | UDI                      | 4 122        | 62,46        | 30     | 11     |  |  |  |
|                          | Stéphane Saint-André                | DVG                      | 927          | 14,04        | 2      | 1      |  |  |  |
|                          | Nathalie Delbart                    | DVG                      | 637          | 9,65         | 1      | 0      |  |  |  |
|                          | Alexandre Maeseele[réf. nécessaire] | RN                       | 463          | 7,01         | 1      | 0      |  |  |  |
|                          | Brigitte Helle                      | EELV                     | 450          | 6,81         | 1      | 0      |  |  |  |
|                          |                                     |                          |              |              |        |        |  |  |  |
| Votes valides            | Votes valides                       | Votes valides            | 6 599        | 98,86        |        |        |  |  |  |
| Votes blancs             | Votes blancs                        | Votes blancs             | 39           | 0,22         |        |        |  |  |  |
| Votes nuls               | Votes nuls                          | Votes nuls               | 159          | 0,92         |        |        |  |  |  |
| Total                    | Total                               | Total                    | 6 797        | 100          | 35     | 12     |  |  |  |
| Abstention               | Abstention                          | Abstention               | 10 577       | 60,88        |        |        |  |  |  |
| Inscrits / participation | Inscrits / participation            | Inscrits / participation | 17 374       | 39,12        |        |        |  |  |  |

#### Liste des maires
Depuis la Libération, huit maires ont été élus ou réélus à la tête de la commune.
| Période        | Période                       | Identité             | Étiquette   | Qualité |
| -------------- | ----------------------------- | -------------------- | ----------- | --- |
| septembre 1944 | août 1951                     | Anselme Beuvry       |             | Libraire-imprimeur, ancien résistant Décédé en fonction |
| août 1951      | mars 1971                     | Henri Pad            | Rad.soc.    | Notaire, maire honoraire |
| mars 1971      | mars 1977                     | Paul Breynaert       | DVD         | Médecin généraliste |
| mars 1977      | avril 1993                    | Jacques Mellick      | PS          | Cadre de société Ministre délégué, secrétaire d'État (1988 → 1993) Député du Pas-de-Calais (1978 → 1988) Conseiller général de Béthune-Sud (1979 → 1985) Conseiller général de Béthune-Nord (1985 → 1994) Vice-président du conseil général (1979 → 1994) Démissionnaire |
| avril 1993     | décembre 1993                 | Bernard Seux         | PS          | Agent technique supérieur de la Sécurité sociale Conseiller général de Béthune-Sud (1985 → 1998) |
| décembre 1993  | mars 1996                     | Jacques Mellick      | PS          | Cadre de société Ancien secrétaire d'État auprès du ministre de la Défense Député du Pas-de-Calais (9e circ.) (1993 → 1996) Conseiller général de Béthune-Nord (1985 → 1994) 1er vice-président du conseil général (1988 → 1994) Démissionnaire                          |
| mars 1996      | décembre 1997                 | Claude Lagache       | PS          | Retraité SNCF |
| décembre 1997  | septembre 2002                | Bernard Seux         | PS puis MDC | Agent technique supérieur de la Sécurité sociale Député du Pas-de-Calais (9e circ.) (1996 → 2002) Conseiller général de Béthune-Sud (1985 → 1998) Élu à la suite d'une élection municipale partielle                                                                     |
| septembre 2002 | mars 2008                     | Jacques Mellick      | PS          | Cadre de société Élu à la suite d'une élection municipale partielle |
| mars 2008      | avril 2014                    | Stéphane Saint-André | PS puis PRG | Ancien directeur de cabinet, maire honoraire Député du Pas-de-Calais (9e circ.) (2012 → 2017) Vice-président de la CA de Béthune (2008 → 2014) |
| avril 2014,    | En cours (au 13 octobre 2023) | Olivier Gacquerre    | UDI FED     | Directeur d'agences bancaires Président de la CC de Béthune-Bruay, Artois-Lys Romane (2020 → ) Président du SIVOM Communauté du Béthunois (2014 → 2020) |

### Jumelages
Béthune est jumelée avec :
- Schwerte (Allemagne) depuis 1960 ;
- Hastings (Angleterre) depuis 1964 ;
- Courtrai (Belgique) depuis 1969.

Par ailleurs, en dehors du cadre de la coopération décentralisée, un contrat de coopération (ici appelé « jumelage ») a été signé en 1969 par la municipalité avec celle de Sully-sur-Loire en France.

## Équipements et services publics

### Espaces publics

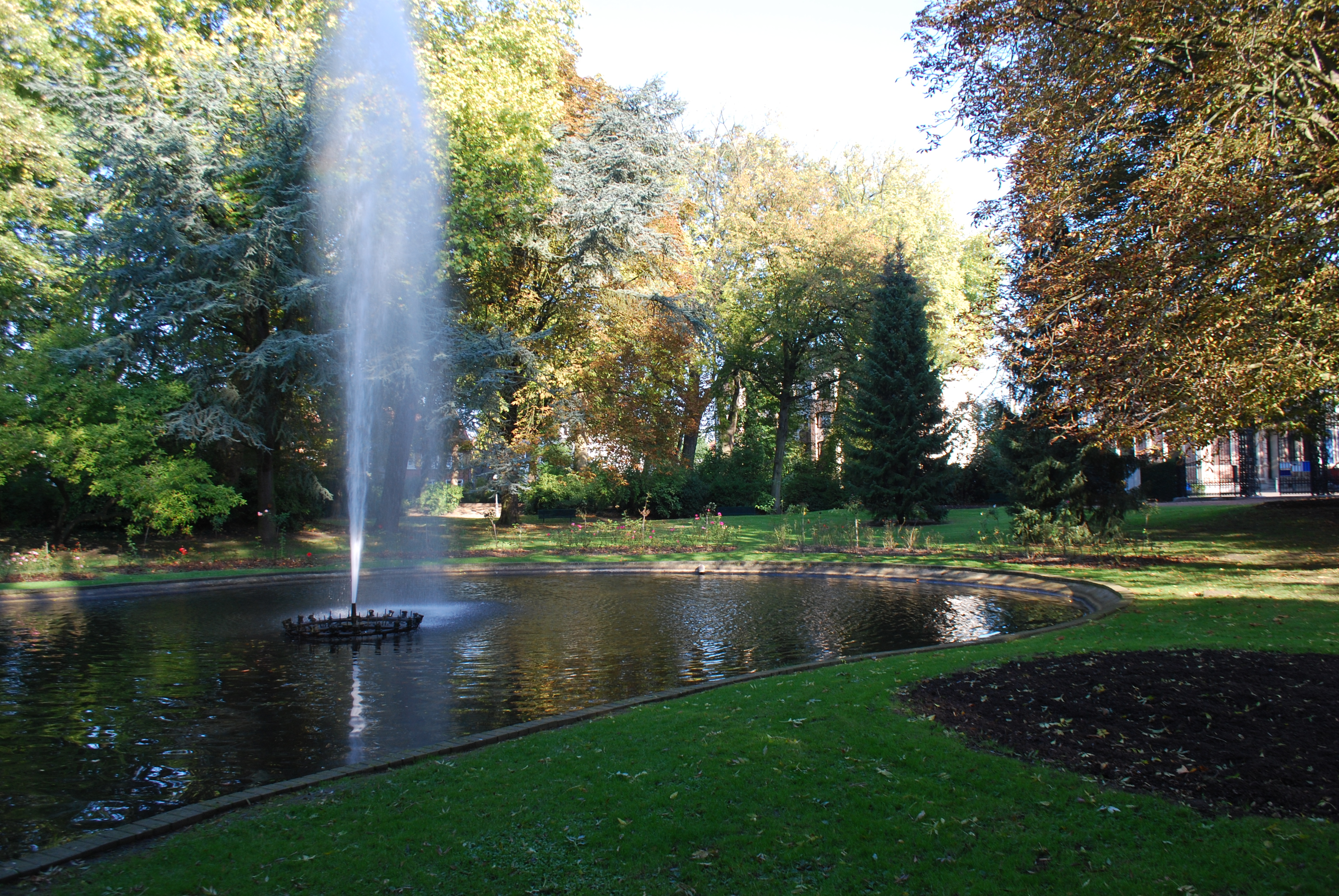
Fontaine du Jardin public.

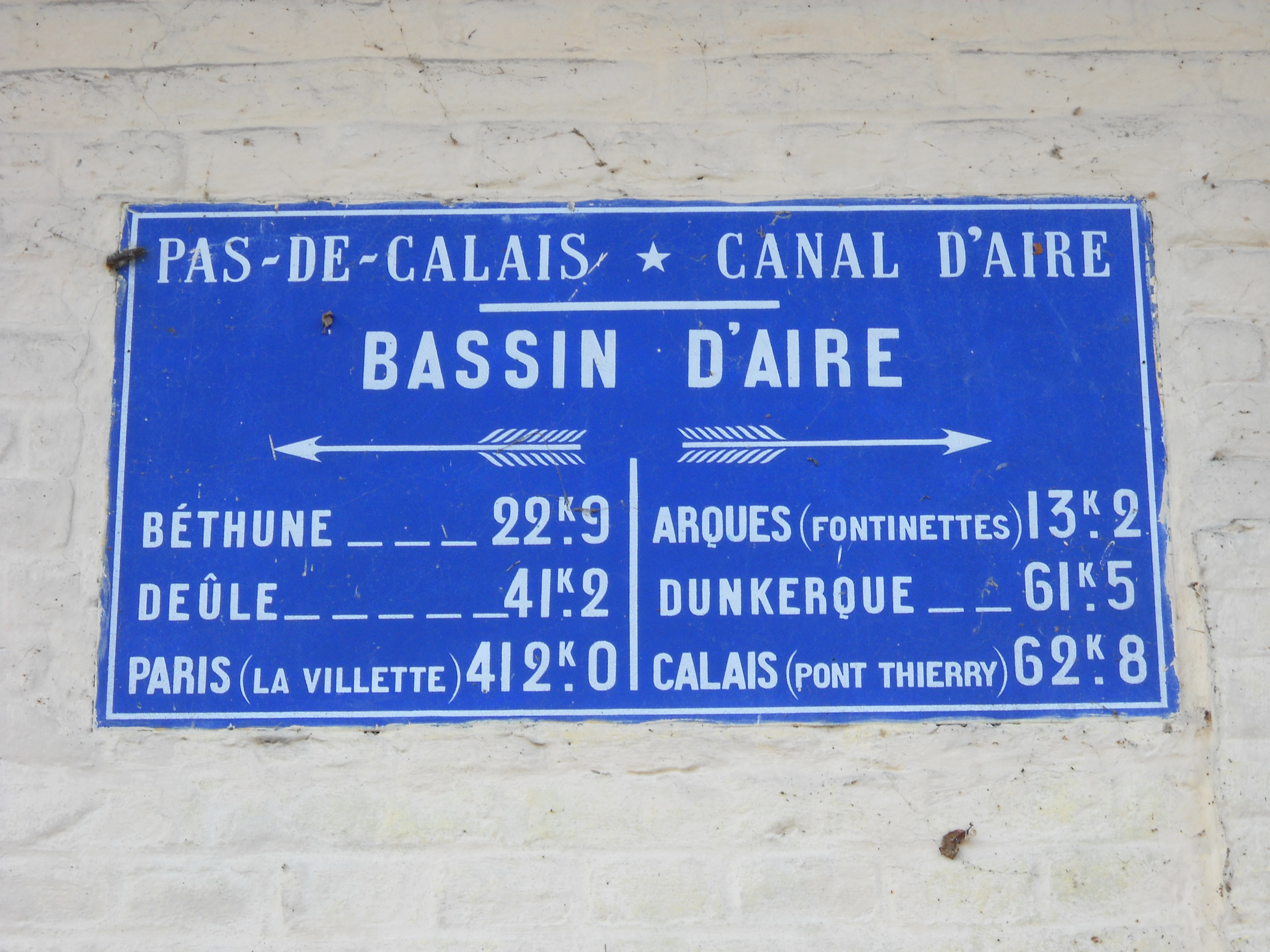
Aire-sur-la-Lys, panneau du bassin d'Aire à 22 km de Béthune, photographié en 2009.

Plusieurs espaces verts participent à la trame verte et bleue en cœur de ville : au sud de la Grand'Place le jardin du Théâtre, le parc Beuvry, le jardin public, le parc J.-J.-Rousseau, le parc du Perroy et au nord le parc du Quai-de-Halage, le parc de la Loisne. Au sud de la gare se trouve le parc des Terrasses de la Rotonde, au sud-ouest de la commune le marais de la Lawe et à l'est le bois de Croquet.
La gare d’eau est le plus grand espace vert de la ville. Elle se situe dans le quartier de Beaumarais (au nord de la ville). La Gare d’eau comporte deux îles sans nom, l’une d’elle est reliée par un pont. L’hydrographie de la Gare d’eau comporte environ la moitié de sa superficie. Le canal d'Aire est creusé en 1824 et entre en service l’année suivante. Reliant Béthune à Aire-sur-la-Lys, il faisait partie d'une série de voies d'eau allant de Bouchain à la mer du Nord. Sur ce canal, il existait deux grands rivages publics qui appartenaient à Béthune, proches de la Gare de Béthune-Rivage. Le trafic de la Gare d’eau était populaire : chaque jour, des péniches traversaient le canal. Cependant, en 1950, le trafic commença à diminuer à cause des camions qui remplacèrent les péniches. En 1970, le canal est comblé pour former l’actuelle Gare d’eau, puis le site a été ouvert au grand public.

### Enseignement

Le lycée Louis-Blaringhem de Béthune.

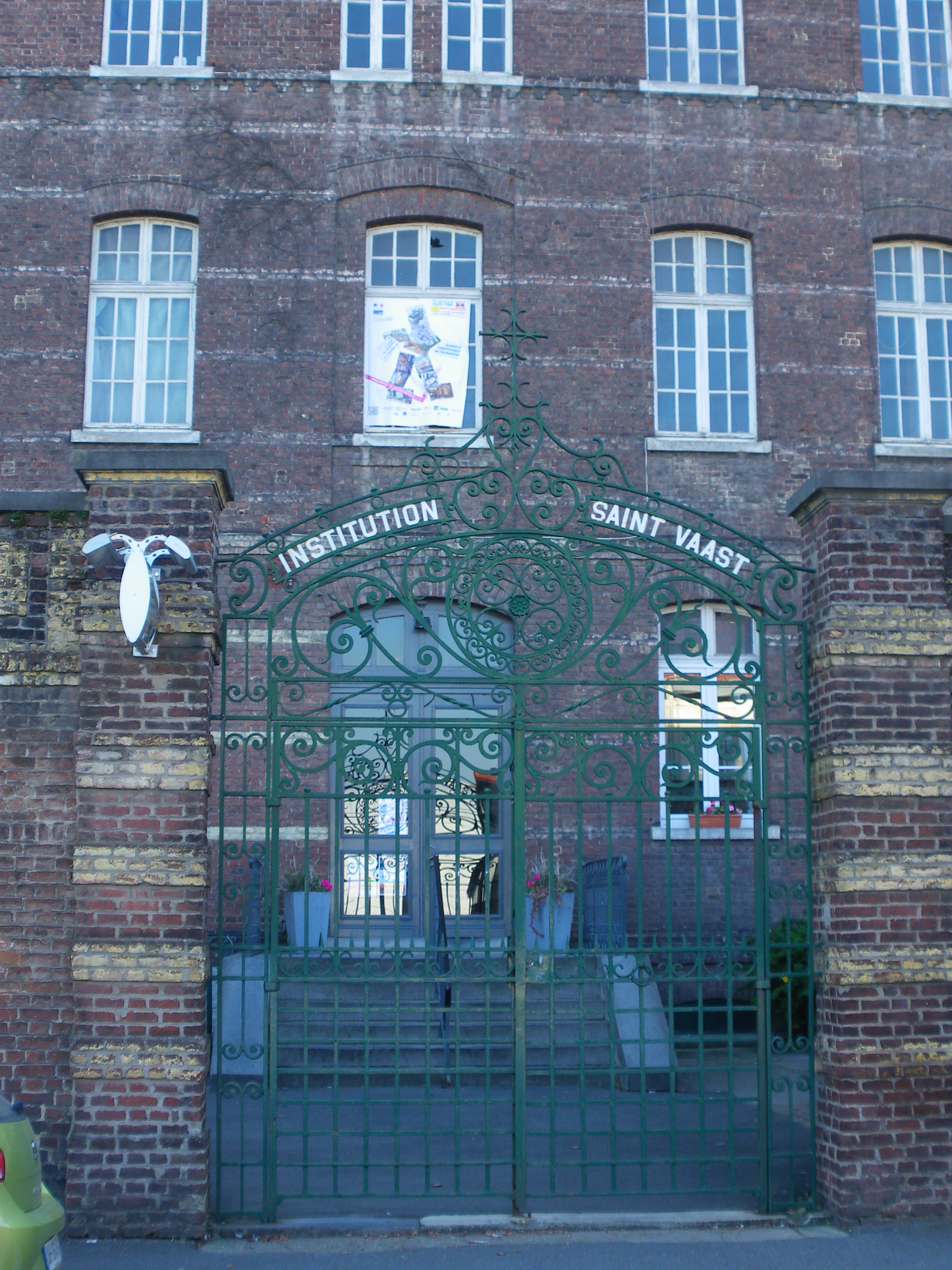
Le collège Saint-Vaast.

Béthune est située dans l'académie de Lille.

#### Établissements scolaires
La ville administre six écoles maternelles et huit écoles élémentaires communales.
Le département gère deux collèges (le collège Paul-Verlaine et le collège George-Sand) et la région trois lycées : le lycée André-Malraux, lycée général et technologique et lycée professionnel, le lycée général et technologique Louis-Blaringhem et le lycée professionnel Salvador-Allende.
Les Béthunois disposent également d'établissements privés : les quatre établissements de l'enseignement catholique en Béthunois (école Notre-Dame-de-Lourdes, école et collège Saint-Vaast, lycée Saint-Dominique), l'école Saint-Christophe ainsi que l'école et le collège de l'institution La Sainte Famille.

#### Vie universitaire
Au sein de l'université d'Artois, le pôle universitaire de Béthune héberge deux établissements qui permettent de se former aux sciences appliquées ainsi qu'un I.U.T.

### Santé

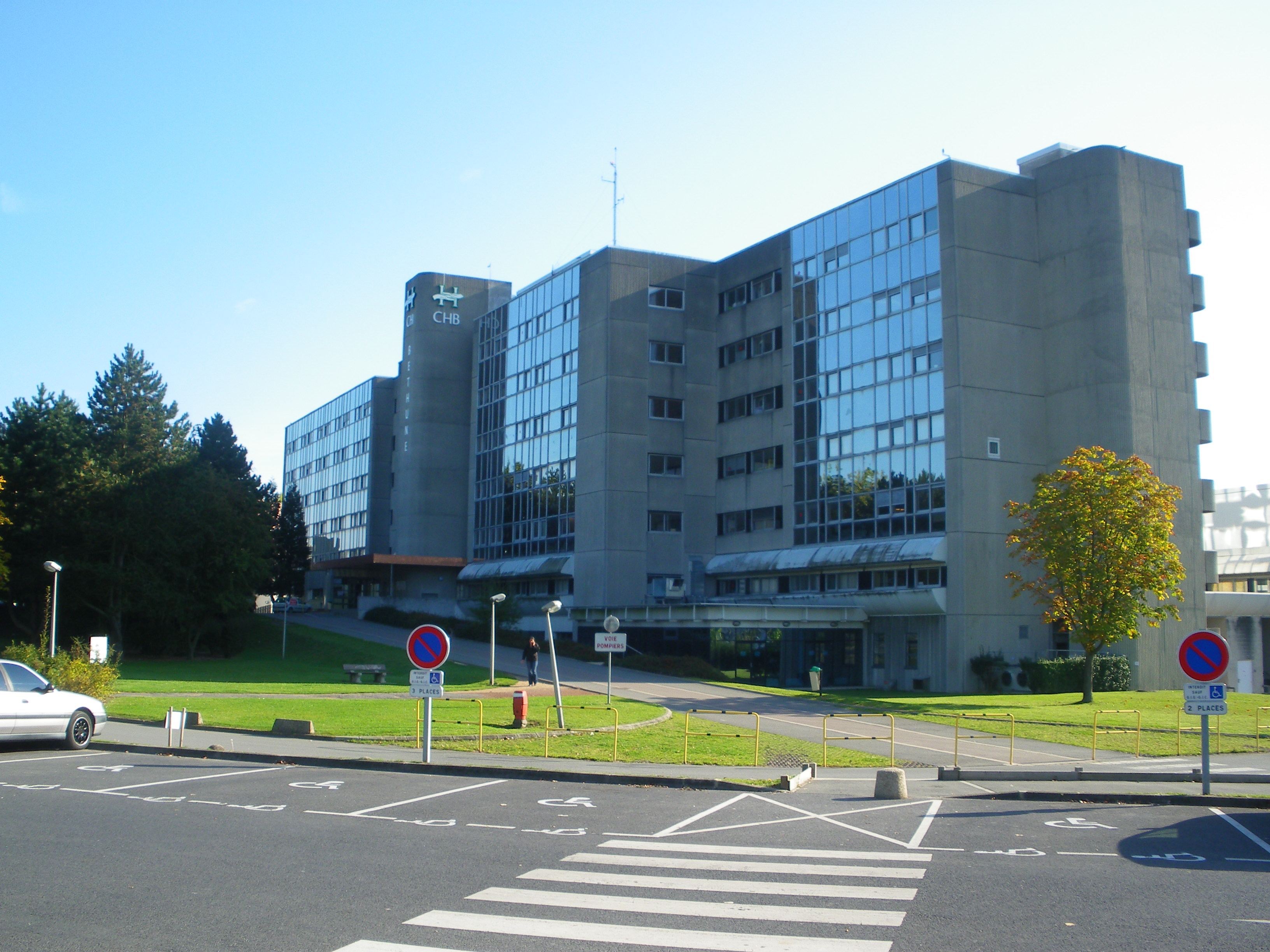
Le centre hospitalier de Béthune situé sur le territoire de la commune de Beuvry.

Le centre hospitalier de Béthune est le principal établissement du secteur médical (le « secteur sanitaire IV », qui recense 270 000 habitants, principalement autour de Béthune, Bruay-la-Buissière et Nœux-les-Mines. En 2011, l'établissement compte 480 lits et 50 places.
Une réduction des services de ce centre hospitalier est envisagée fin 2011, à la suite de la mise en place de la nouvelle carte hospitalière : les urgences chirurgicales seraient transférées au centre hospitalier de Lens le week-end, la nuit et les jours fériés.
L'agence régionale de santé étudie en 2011 la création d’une maison médicale de garde située à l'intérieur du centre hospitalier de Béthune. Cette maison assurerait la permanence des soins, offrirait aux patients un parcours de soins clair et efficient et régulerait l’afflux de patients se présentant au service des urgences du centre hospitalier.
Par ailleurs, le groupe hospitalier privé d'Artois gère la clinique Anne d'Artois proposant 167 lits en médecine-chirurgie-obstétrique.

## Population et société

### Démographie
Les habitants de la commune sont appelés les Béthunois.

#### Évolution démographique
L'évolution du nombre d'habitants est connue à travers les recensements de la population effectués dans la commune depuis 1793. Pour les communes de plus de 10 000 habitants les recensements ont lieu chaque année à la suite d'une enquête par sondage auprès d'un échantillon d'adresses représentant 8 % de leurs logements, contrairement aux autres communes qui ont un recensement réel tous les cinq ans,.

En 2022, la commune comptait 25 342 habitants, en évolution de +0,62 % par rapport à 2016 (Pas-de-Calais : −0,72 %, France hors Mayotte : +2,11 %).
| 1793  | 1800  | 1806  | 1821  | 1831  | 1836  | 1841  | 1846  | 1851  |
| ----- | ----- | ----- | ----- | ----- | ----- | ----- | ----- | ----- |
| 6 932 | 6 046 | 6 379 | 6 319 | 6 889 | 6 805 | 7 448 | 7 727 | 7 692 |

| 1856  | 1861  | 1866  | 1872  | 1876  | 1881   | 1886   | 1891   | 1896   |
| ----- | ----- | ----- | ----- | ----- | ------ | ------ | ------ | ------ |
| 7 720 | 8 264 | 8 178 | 8 410 | 9 315 | 10 374 | 10 917 | 11 098 | 11 627 |

| 1901   | 1906   | 1911   | 1921   | 1926   | 1931   | 1936   | 1946   | 1954   |
| ------ | ------ | ------ | ------ | ------ | ------ | ------ | ------ | ------ |
| 12 404 | 13 607 | 15 309 | 16 795 | 20 141 | 19 956 | 20 073 | 22 081 | 22 376 |

| 1962   | 1968   | 1975   | 1982   | 1990   | 1999   | 2006   | 2011   | 2016   |
| ------ | ------ | ------ | ------ | ------ | ------ | ------ | ------ | ------ |
| 23 445 | 27 154 | 26 982 | 25 508 | 24 556 | 27 808 | 26 472 | 25 430 | 25 186 |

| 2021   | 2022   | - | - | - | - | - | - | - |
| ------ | ------ | - | - | - | - | - | - | - |
| 24 992 | 25 342 | - | - | - | - | - | - | - |

En 2008, on ne dénombrait que 708 immigrés, soit 2,8 % ; ce pourcentage est faible en regard du pourcentage de 8,4 au niveau national.

#### Pyramide des âges
La population de la commune est relativement jeune. En 2021, le taux de personnes d'un âge inférieur à 30 ans s'élève à 39,2 %, soit au-dessus de la moyenne départementale (35,9 %). À l'inverse, le taux de personnes d'âge supérieur à 60 ans est de 24,1 % la même année, alors qu'il est de 25,8 % au niveau départemental.
En 2021, la commune comptait 12 140 hommes pour 12 852 femmes, soit un taux de 51,42 % de femmes, légèrement inférieur au taux départemental (51,59 %).
Les pyramides des âges de la commune et du département s'établissent comme suit.
| Hommes | Classe d’âge | Femmes |
| ------ | ------------ | ------ |
| 0,5    | 90 ou +      | 1,6    |
| 5,2    | 75-89 ans    | 9,8    |
| 13,8   | 60-74 ans    | 17     |
| 18,8   | 45-59 ans    | 18,4   |
| 19,3   | 30-44 ans    | 16,9   |
| 25,5   | 15-29 ans    | 20,6   |
| 16,9   | 0-14 ans     | 15,6   |

| Hommes | Classe d’âge | Femmes |
| ------ | ------------ | ------ |
| 0,5    | 90 ou +      | 1,6    |
| 5,6    | 75-89 ans    | 8,9    |
| 16,7   | 60-74 ans    | 18,1   |
| 20,2   | 45-59 ans    | 19,2   |
| 18,9   | 30-44 ans    | 18,1   |
| 18,2   | 15-29 ans    | 16,2   |
| 19,9   | 0-14 ans     | 17,9   |

### Manifestations culturelles et festivités

#### Béthune 2011, capitale régionale de la culture
En 2011 est lancée l'opération « Béthune 2011, capitale régionale de la culture », initiative du conseil régional du Nord-Pas-de-Calais en partenariat avec la ville de Béthune et la communauté d’agglomération de l'Artois. Cette opération culturelle, qui vise à rendre la culture populaire, a renforcé l’identité culturelle du territoire par un programme d’investissements d'un montant de cinq millions d’euros, une programmation de manifestations artistiques de dimension nationale voire internationale et un programme d’actions culturelles innovantes s’appuyant sur les potentialités du territoire pour un budget de huit millions d’euros.

#### Événements annuels

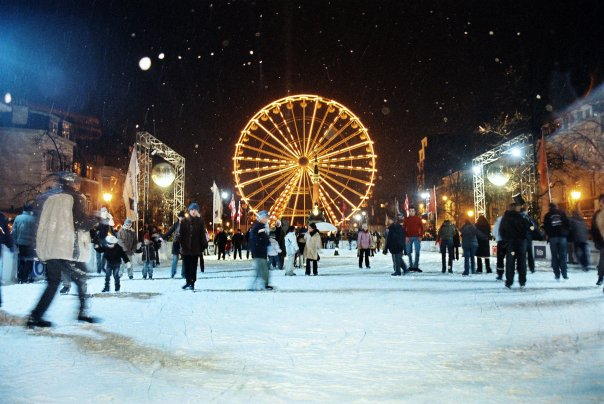
La grande roue de Noël et la patinoire.

Le théâtre Le Poche réalise chaque année une programmation bisannuelle intitulée « Zik en Poche ».

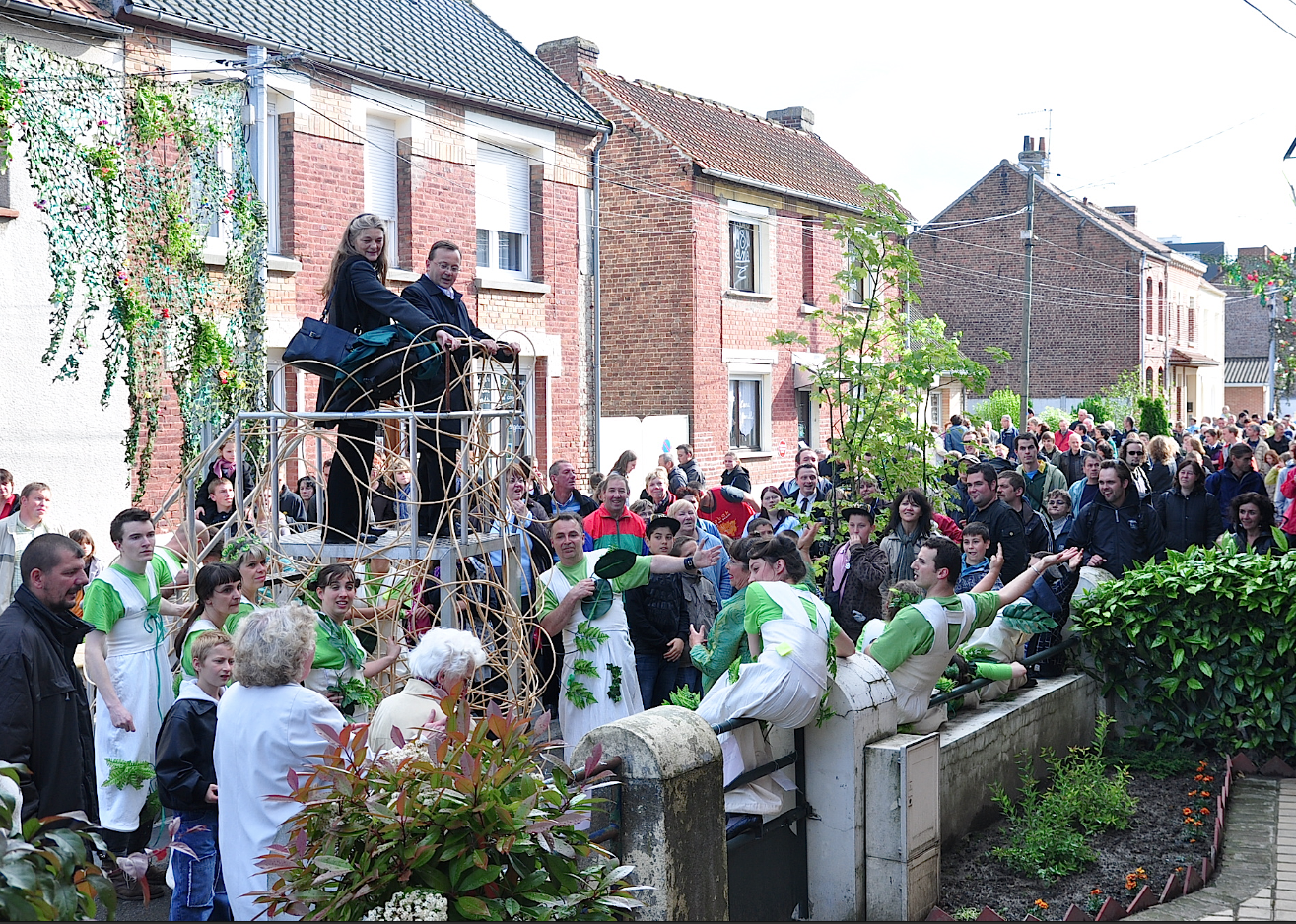
La troupe du théâtre de l'Unité pendant "La rue extraordinaire " en 2009.

Au printemps se déroulent le carnaval, le parcours du Cœur (en mars), la braderie (en avril), le festival européen des arts de la rue « Z'Arts Up! » (mi-mai).
La fête de la musique marque le passage en été, comme partout en France. Celui-ci est ponctué par des ducasses dans différents quartiers de la ville, un festival musical permanent, les festivités du 14 juillet, les Estivales, un festival de Rock 'n' Roll « Béthune Rétro » et la grande braderie de la ville (fin août - début septembre).
La ville accueille en décembre un tournoi international d’échecs.
Différents marchés spécialisés (aux fleurs, des terroirs et de l'artisanat, de Noël, etc.) ont également lieu au cours de l'année, ainsi qu'une foire de printemps et une foire d'hiver.

### Sports et loisirs

Le stade municipal.

Les Béthunois peuvent pratiquer de très nombreux sports regroupés au sein de 67 clubs dont le club de football (le Stade béthunois FC a été champion de France amateur en 1949 et évolue en 2011 en division d'honneur régionale) et le club de futsal (le Futsal Club béthunois évolue en championnat de France Futsal).
Les installations sportives de la ville sont administrées par le service des sports de la mairie, composé en 2011 de 47 employés municipaux.
En 2022, la ville, aidée par une entreprise locale, a battu le record mondial de chute séquentielle de palettes (« dominos palettes »), faisant ainsi son entrée dans le Livre Guinness des records,.
Depuis 2023, la ville est le lieu de départ et d'arrivée du Tour des 100 Communes, une course cycliste de 175 kilomètres présente au calendrier de l'UCI Europe Tour.

### Cultes

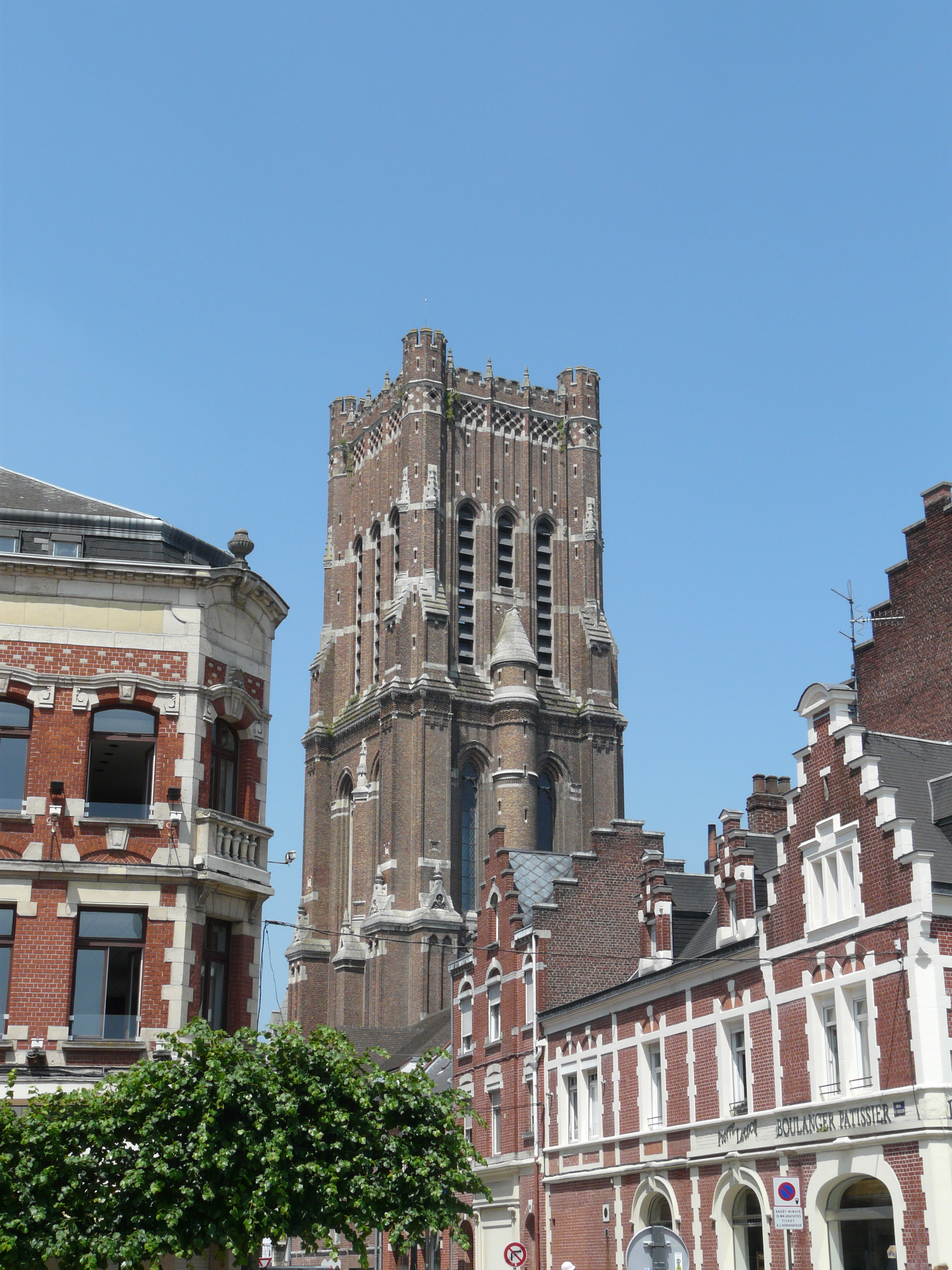
Le clocher de l'église Saint-Vaast.

Les Béthunois disposent de lieux de culte catholique, protestant et musulman.
À Béthune et dans les communes avoisinantes, le service des enterrements est assuré par la Confrérie des Charitables de Saint-Éloi, mouvement fondé en 1188, laïque depuis 1853 et considéré comme le plus ancien mouvement associatif civil de France.

#### Culte catholique
Les lieux de culte catholique sont les quatre clochers (église Saint-Vaast, église Notre-Dame du Perroy, église Saint-Christophe) de la paroisse Notre-Dame en Béthunois du doyenné de Béthune-Bruay, au sein du diocèse d'Arras,.

#### Culte protestant
Une église protestante baptiste, membre de la fédération des Églises évangéliques baptistes de France dispose d'un lieu de culte à Béthune, de même qu'une église évangélique tzigane, membre de la mission évangélique des Tziganes de France « Vie et Lumière ». Le centre évangélique de Béthune situé à la périphérie sur la commune de Verquin membre de l'Union Nationale des Assemblées de Dieu de France et du Conseil National des Evangéliques de France.

#### Culte musulman
L'« Association musulmane de l'agglomération de Béthune », qui ne dispose en 2011 que d'une petite salle de prière, a lancé en juin 2011 la construction d'une mosquée,.

### Médias
Le quotidien régional La Voix du Nord publie une édition locale pour Béthune-Bruay. L'hebdomadaire local (zone d'Arras - Lens - Liévin - Béthune) est l'Avenir de l'Artois.
La ville est couverte par les programmes de France 3 Nord-Pas-de-Calais et les chaînes nationales de la TNT. Elle reçoit également la chaîne régionale Wéo.
La radio locale (Lens - Béthune - Arras) se nomme Horizon.

## Économie

### Revenus de la population et fiscalité
En 2021, la commune compte 11 668 ménages fiscaux, regroupant 22 953 personnes.
Le revenu fiscal médian par ménage, le taux de pauvreté des ménages et la part des ménages fiscaux imposés de la commune, du département du Pas-de-Calais et de la métropole sont les suivants :
- le revenu fiscal médian par ménage de la commune est de 19 290 €, inférieur à celui du département du Pas-de-Calais (20 720 €) et inférieur à celui de la France métropolitaine (23 080 €)[Insee 5],[Insee 6],[Insee 7] ;
- le taux de pauvreté des ménages de la commune est de 26 %, de 18,4 % au niveau du département et de 14,9 % au niveau de la métropole[Insee 8],[Insee 9],[Insee 10] ;
- la part des ménages fiscaux imposés dans la commune est de 42 %, de 44,1 % au niveau du département et de 53,4 % au niveau de la métropole[Insee 5],[Insee 6],[Insee 7].

### Emploi
|                       | 2010   | 2015   | 2021   |
| --------------------- | ------ | ------ | ------ |
| Commune               | 19,6 % | 23,1 % | 18,4 % |
| Département           | 15,4 % | 17,7 % | 14,7 % |
| France métropolitaine | 11,6 % | 13,7 % | 11,7 % |

En 2021, la population âgée de 15 à 64 ans s'élève à 16 232 personnes, parmi lesquelles on compte 67,3 % d'actifs (54,9 % ayant un emploi et 12,4 % de chômeurs) et 32,7 % d'inactifs,. En 2021, le taux de chômage communal (au sens du recensement) des 15-64 ans est supérieur à celui du département du Pas-de-Calais et supérieur à celui de la France métropolitaine.
La commune est la commune-centre de l'aire d'attraction de Béthune,. Elle compte 16 826 emplois en 2021, contre 17 529 en 2015 et 18 277 en 2010. Le nombre d'actifs ayant un emploi résidant dans la commune est de 8 998, soit un indicateur de concentration d'emploi de 187,0 et un taux d'activité parmi les 15 ans ou plus de 52,6 %.
Sur ces 8 998 actifs de 15 ans ou plus ayant un emploi, 3 410 travaillent dans la commune, soit 38 % des habitants. Pour se rendre au travail, 71,1 % des habitants utilisent une voiture, un camion ou une fourgonnette, 11,1 % les transports en commun, 14,6 % s'y rendent en deux-roues, à vélo ou à pied et 3,2 % n'ont pas besoin de transport (travail au domicile).

### Entreprises et commerces
Ville historique et bourgeoise, où se tenaient les marchés agricoles, Béthune ne se transforme pas lors de l'essor des houillères au XIXe siècle en ville minière. Elle reçoit certes le siège d'une compagnie de charbonnage, la Compagnie des mines de Béthune, mais aucun puits n'est installé sur son territoire. En revanche de nombreux villages ruraux alentour connaissent la métamorphose minière, contribuant à former une véritable agglomération autour de Béthune qui renforce ainsi son rôle de centre de commerces et de services.

#### Agriculture
La commune est dans le « Béthunois », une petite région agricole dans le département du Pas-de-Calais. En 2020, l'orientation technico-économique de l'agriculture  sur la commune est l'exploitation de grandes cultures (hors céréales et oléo-protéagineux). 
|               | 1988 | 2000 | 2010 | 2020 |
| ------------- | ---- | ---- | ---- | ---- |
| Exploitations | 13   | 12   | 7    | 3    |
| SAU (ha)      | 225  | 288  | 227  | 172  |

Le nombre d'exploitations agricoles en activité et ayant leur siège dans la commune est passé de 13 lors du recensement agricole de 1988  à 12 en 2000 puis à 7 en 2010 et enfin à 3 en 2020, soit une baisse de 77 %. La surface agricole utilisée sur la commune a également diminué, passant de 225 ha en 1988 à 172 ha en 2020. Parallèlement la surface agricole utilisée moyenne par exploitation a augmenté, passant de 17 à 57 ha,.

#### Activités hors agriculture
2 312 établissements marchands non agricoles sont économiquement actifs en 2022 à Béthune,,.
| Secteur d'activité                                                                                        | Commune | Commune | Département |
| Secteur d'activité                                                                                        | Nombre  | %       | %           |
| --- | ------- | ------- | ----------- |
| Ensemble                                                                                                  | 2 312   | 100 %   | (100 %)     |
| Industrie manufacturière, industries extractives et autres                                                | 97      | 4,2 %   | (6,8 %)     |
| Construction                                                                                              | 165     | 7,1 %   | (10,6 %)    |
| Commerce de gros et de détail, transports, hébergement et restauration                                    | 700     | 30,3 %  | (29,3 %)    |
| Information et communication                                                                              | 60      | 2,6 %   | (1,9 %)     |
| Activités financières et d'assurance                                                                      | 135     | 5,8 %   | (5,0 %)     |
| Activités immobilières                                                                                    | 102     | 4,4 %   | (4,9 %)     |
| Activités spécialisées, scientifiques et techniques et activités de services administratifs et de soutien | 429     | 18,6 %  | (14,2 %)    |
| Administration publique, enseignement, santé humaine et action sociale                                    | 414     | 17,9 %  | (16,8 %)    |
| Autres activités de services                                                                              | 210     | 9,1 %   | (10,5 %)    |

Le tableau ci-dessus montre que le secteur des activités spécialisées, scientifiques et techniques et activités de services administratifs et de soutien avec 18,6 % du nombre total d'établissements de la commune est supérieur à celui du département (14,2 %), et, à l'inverse, le secteur de la construction représente 7,1 % du nombre total d'établissements de la commune contre 10,6 % au niveau départemental.

#### Principaux employeurs
La ville accueille en 1960, dans le cadre de la reconversion industrielle du bassin minier, plusieurs grandes usines mécaniques ou chimiques. Béthune devient notamment, après Clermont-Ferrand, le deuxième site français pour la fabrication de pneumatiques (de la marque Firestone rachetée par Bridgestone en 1988). L'inauguration de l'usine a lieu le 21 septembre 1961 par le président Harvey Firestone lui-même. L’implantation de Firestone à Béthune est économiquement importante car elle génère de nombreux emplois dans une zone déclarée critique compte tenu de la récession de l’industrie minière. Au début, l'usine compte 640 employés qui produisent 4 000 pneus par jour. La production monte ensuite à 12 500 pneus par jour en 1973, 22 000 pneus en 1991 et 25 000 pneus par jour avec 1 300 employés dans les années 2000. Le site en 2011 est l'employeur le plus important de Béthune et le troisième employeur industriel du département du Pas-de-Calais. Dix ans plus tard, l'usine cesse son activité.
L'industrie agro-alimentaire est représentée par une unité importante de transformation de pommes de terre (frites surgelées, purées déshydratées, etc.) du groupe canadien McCain Foods, qui traite 120 000 tonnes par an de tubercules provenant des exploitations agricoles de la région.
Parmi les autres employeurs importants à Béthune, on compte également l'entreprise « Tolmega » du groupe Hager (420 employés en 2000), la société « Cheminées Philippe », qui y a son siège social, et l'hypermarché Auchan.

#### Zones d'activité
La zone d'activité Futura compte 25 entreprises en 2009. Englobant le campus, le Technoparc se veut une vitrine des nouvelles technologies.

#### Établissements publics
Béthune est également de longue date un port de batellerie. Elle accueille le siège de l'établissement public Voies navigables de France.
Léonce Michel Deprez, qui présidait la chambre de commerce et d'industrie de Béthune a été élu le 22 décembre 2009 président de la CCIT Artois issue de la réorganisation du réseau consulaire.

### Tourisme

#### Hôtellerie, camping et autres hébergements collectifs
Au 1er janvier 2025, la commune dispose de cinq hôtels pour une capacité totale de 199 chambresmais ne dispose ni de camping et ni d'autre type d'hébergement collectif,.

## Culture locale et patrimoine

### Lieux et monuments

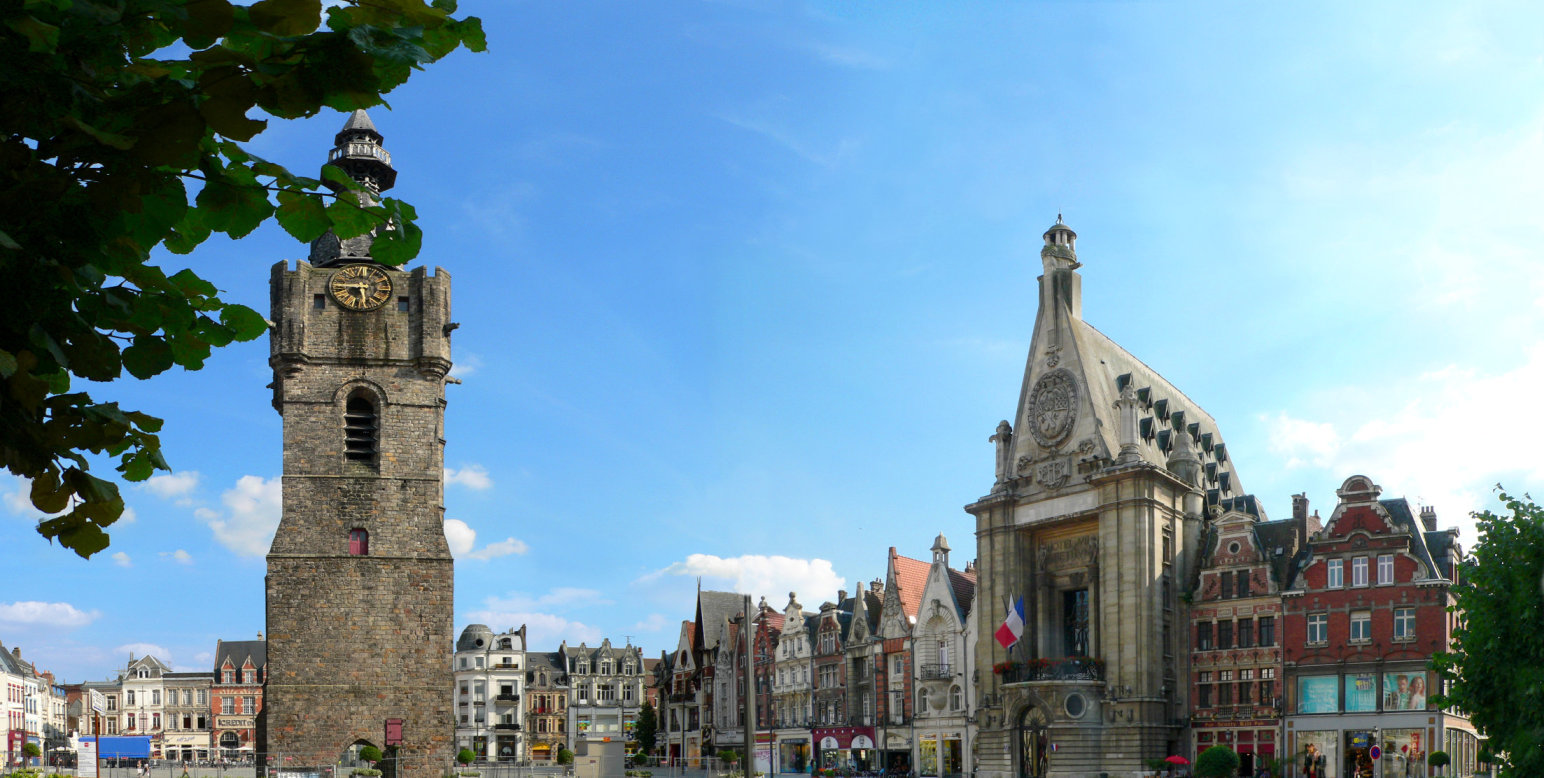
Les monuments historiques de la Grand-Place : beffroi, hôtel de ville et façades.

#### Monuments et lieux à l'inventaire général du patrimoine culturel

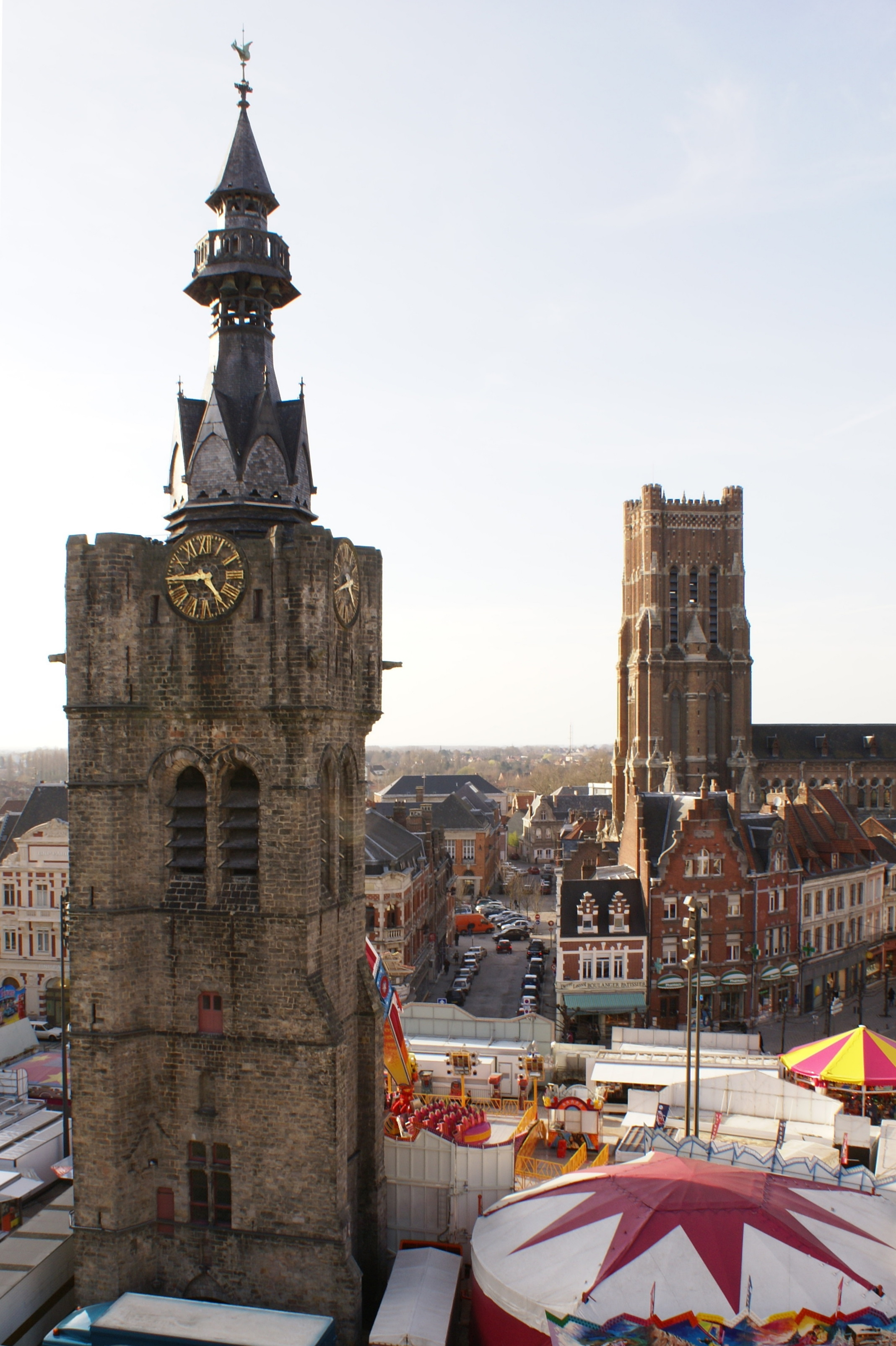
Le beffroi de Béthune et l'église Saint-Vaast.

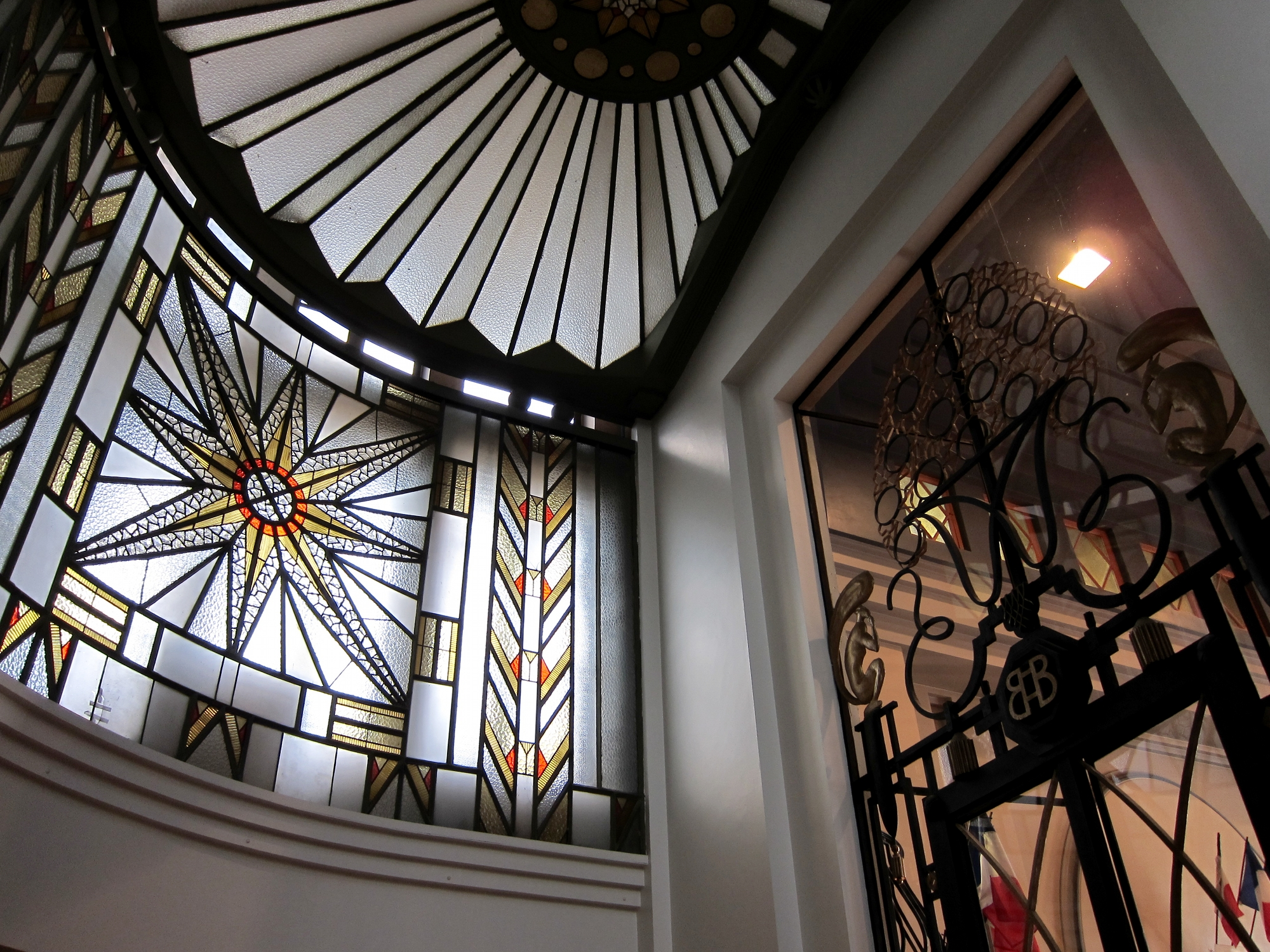
Verrière art déco de l'hôtel de ville.

L'inventaire général du patrimoine culturel référence 24 lieux et monuments à Béthune, dont quinze monuments historiques, comme les façades et toitures de la Grand-Place et de la rue Grosse-Tête, l'hôtel de ville, l'ancienne tour Saint-Ignace et le beffroi.
La Grand-Place est historiquement la place principale de la commune. Elle accueillait au Moyen Âge une halle échevinale, qui jouait le même rôle et était située au même emplacement que l’actuel hôtel de ville. La place, détruite durant la Première Guerre mondiale à l'exception du beffroi, a été reconstruite entre 1920 et 1927 par un groupe d’architectes dirigé par Louis Marie Cordonnier, dans le goût de l’après-guerre ; l’architecture éclectique se mêle au néo-régionalisme et à l’Art déco.
En partie détruit à la suite des bombardements de la Première Guerre mondiale, l'hôtel de ville a été reconstruit en 1926 sur les plans de l'architecte Jacques Alleman. Il est situé à l'emplacement de l'hôtel de ville détruit et adopte les mêmes dispositifs architecturaux que les maisons qui l’entourent, mais à une échelle monumentale.
L'ancienne tour Saint-Ignace est une tour d'artillerie datant des XIVe et XVe siècles. Elle faisait partie des fortifications qui protégeaient la ville. Ancien magasin à poudre, sa construction daterait de 1416. Des fortifications en partie détruites à la suite des invasions espagnoles et autrichiennes, il ne reste que cette tour et le bastion de Saint-Pry.
Le beffroi a été construit en 1388 près de la halle échevinale. La tour, d'une hauteur de 33 mètres, est surmontée d'un campanile de 17 mètres lui-même surmonté d'un dragon. Il a été classé dès 1862 à l'inventaire des monuments historiques. Il fait partie des 23 beffrois qui sont inscrits au patrimoine mondial de l’Organisation des Nations unies pour l'éducation, la science et la culture (UNESCO) en 2005 au sein de la liste des « beffrois de Belgique et de France ».

#### Autres lieux et monuments

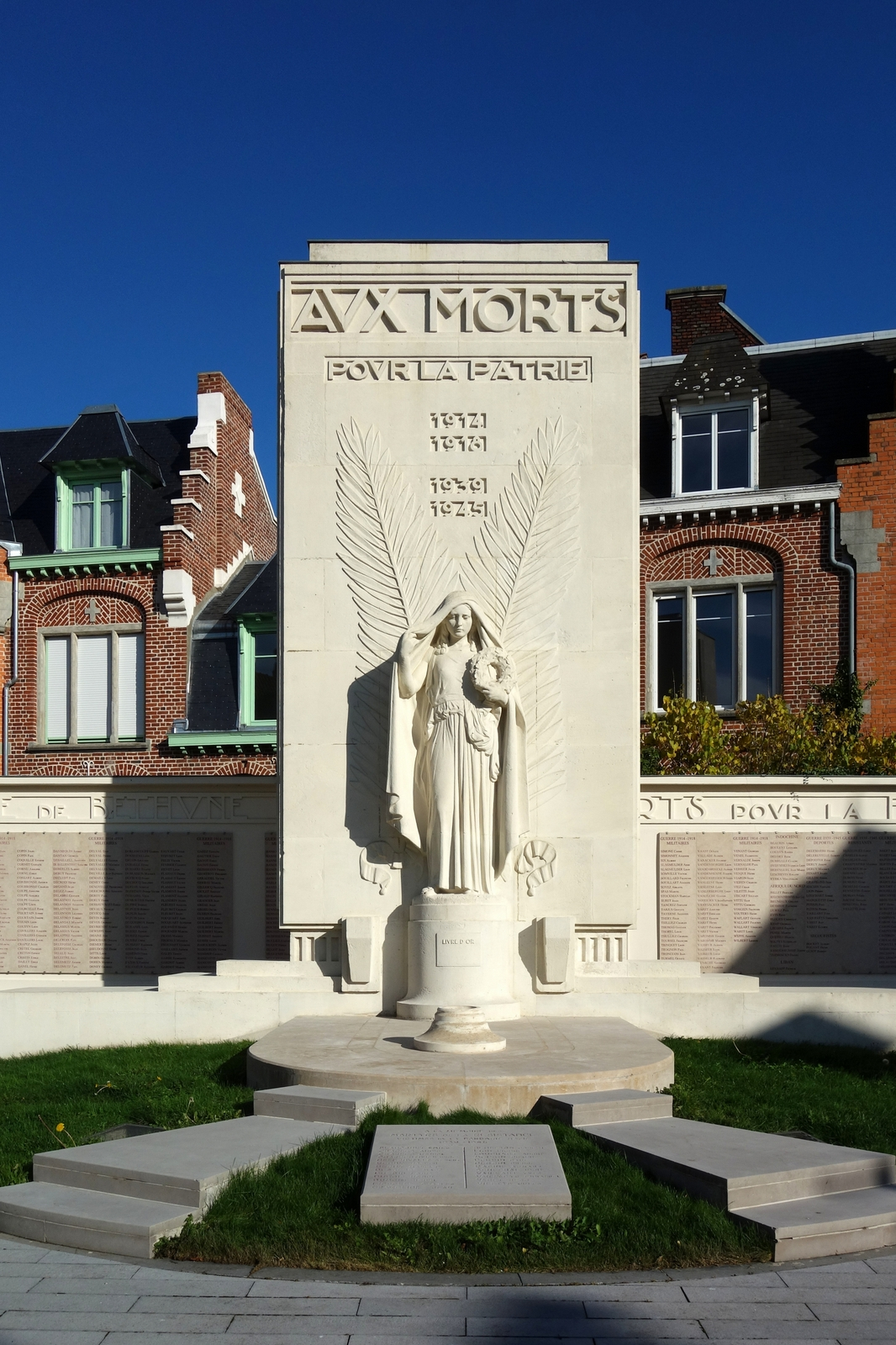
Le monument aux morts.

Outre les monuments précédents plusieurs bâtiments sont intéressants, en particulier l'église Saint-Vaast, les boves, la gare ou l'ancienne Banque de France.
L'église Saint-Vaast, qui avait été, à l'origine, construite en 1547 par ordonnance de Charles Quint, fut détruite en 1918. Elle fut intégralement reconstruite d'après les plans de l'architecte Louis Marie Cordonnier entre 1924 et 1927.
Les caves, appelées « boves », servirent d'abris aux Béthunois lors de la Première Guerre mondiale.
Le monument aux morts et les autres lieux de mémoire.

### Patrimoine culturel

#### Lieux culturels

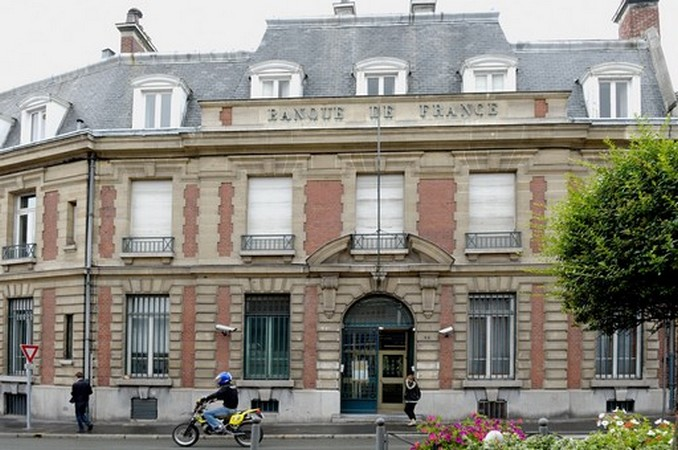
Le bâtiment de la Banque de France, aujourd'hui Labanque.

L'ancienne Banque de France, 44 place Clemenceau, est aujourd'hui lieu de production et de diffusion des arts visuels. Rebaptisé « Labanque » et ouvert en octobre 2007, il propose des expositions temporaires ouvertes au public dans les domaines de la photographie, de la vidéo, de la sculpture, de la peinture et du design d’objets.
Le musée régional d'ethnologie présente 30 000 objets des arts et traditions populaires de la région Nord Pas-de-Calais et entretient un centre de recherche et de documentation.
Le théâtre Le Poche, réalisé en 1991 dans les caves d'une maison de charité datant du XVIIIe siècle, est une salle de concerts d’une capacité allant de 100 places assises à 200 places debout.

#### Gastronomie
Le « Fort de Béthune » est un fromage fait à partir de restants de fromages malaxés avec un peu d'épices, de vin blanc ou d'alcool puis mis en pot. C'est un fromage avancé de type maroilles qui servait de casse-croûte aux mineurs au XIXe siècle et au début du XXe siècle,. Il a été rendu célèbre lorsque Nikita Khrouchtchev, en visite à Lille en 1960, y a fait largement honneur.

### Personnalités liées à la commune
- Robert Ier de Béthune (970-1037), seigneur de Béthune, de Richebourg et de Carency.
- Eberhard de Béthune (?-1212), grammairien
- Conon de Béthune (1150-1220), trouvère et seigneur d'Artois.
- Jean Buridan (1300-1358), philosophe, instigateur du scepticisme religieux en Europe, né à Béthune. La ville lui doit son surnom de « Cité de Buridan »[157].
- Antoine Busnois (1433-1492), compositeur et poète, né à Béthune.
- Jean d'Auffay (milieu du XVe siècle-1510?), jurisconsulte et diplomate au service de Charles le Téméraire et de sa fille Marie de Bourgogne, né à Béthune.
- Pierre de Manchicourt (1510-1564), compositeur flamand, né à Béthune.
- Augustin de Béthune (1581-1643), moine franciscain, né à Béthune.
- Robert-François Damiens (1715-1757), régicide, a été élevé par un oncle à Béthune.
- Jean Joseph Édouard Reed (1739-1819), général des armées de la République y est mort.
- Placide de Bailliencourt (1750-1810), homme politique à Douai, né à Béthune, mort à Douai
- Charles-Joseph Bail (1777-1824), militaire et auteur né à Béthune.
- Charles-Jacques-Joseph Du Hays (1782-1860), homme politique, conseiller général, député de 1824 à 1827, né à Béthune.
- Frédéric Degeorge (1797-1854), homme politique, député du Pas-de-Calais de 1848 à 1849, né à Béthune.
- Jérôme de Bailliencourt (1808-1869), militaire, général de division, né à Béthune.
- Eugène Haynaut (1844-1891), homme politique, maire de Béthune.
- Alfred Légillon (1846-1907), homme politique, maire de Béthune, une place et une rue de la commune portent son nom[158],.
- Fernand Bar (1853-1926), homme politique, conseiller général et député, né à Béthune, une rue a été nommée en son honneur.
- Palmire Dumont (1855-1915), tenancière de cabaret à Pigalle liée à Toulouse-Lautrec et à Colette, née à Béthune
- Victor Delpierre (1859-1933), homme politique, né à Béthune.
- Jules Senis (1860-1936), homme politique, né à Béthune, maire de Béthune, une place a été nommée en son honneur[159].
- Augustin Hanicotte (1870-1957), artiste peintre, pastelliste, dessinateur et aquarelliste né à Béthune.
- Aristide Delannoy (1874-1911), caricaturiste, né à Béthune, a publié des dessins dans L'Assiette au Beurre.
- Louis Blaringhem (1878-1958), botaniste, a étudié à Béthune, un lycée a été nommé en son honneur.
- René Georgin (1888-1978), grammairien, né à Béthune.
- Jules Appourchaux (1896-1951), homme politique, député, né et mort à Béthune. Inhumé au cimetière Nord de Béthune.
- Paul Neuville (1896-1975), résistant français, Compagnon de la Libération, né à Béthune.
- Bande Pollet (1898-1906), groupe de bandits dont quatre sont guillotinés en 1909 par Anatole Deibler à la prison de Béthune.
- Édouard Carlier (1905-1991), homme politique, député de Béthune, une rue a été nommée en son honneur.
- Henri Pascal (1921-1989), juge d'instruction à Béthune, a instruit l'affaire de Bruay-en-Artois et la catastrophe de Liévin.
- Léonce Deprez (1927-2017), homme politique, né à Béthune.
- Simone Veil (1927-2017), magistrate et femme d’État, le 1er juillet 2022, la municipalité lui rend hommage en dévoilant son buste, œuvre du sculpteur Patrick Berthaud, sur le parvis de l'école de musique, parvis qui s'appelle désormais place Simone-Veil[160].
- Jacques Ducrez (1932-2009), catcheur, dit « Le bourreau de Béthune ».
- Jacques Mellick (1941-), ancien député-maire de Béthune.
- Henri-François Gautrin (1943-), ancien député et ministre du gouvernement du Québec, né à Béthune.
- Bernard Seux (1948-2015), homme politique, né à Béthune, maire et député de Béthune.
- Marguerite Deprez-Audebert (1952-), femme politique, députée et conseillère régionale des Hauts-De-France, né à Béthune[161].
- Jean-Claude Mailly (1953-), syndicaliste, né à Béthune.
- Daniel Lenoir (1955-), haut-fonctionnaire, né à Béthune
- Tronchet (1958-), auteur de bandes dessinées, né à Béthune.
- José Beyaert, joueur de dames français licencié à Béthune.
- Clotilde Valter (1962-), femme politique, secrétaire d'état dans le gouvernement Valls II, née à Béthune.
- Éric Srecki (1964-), double médaillé d'or à l'épée aux jeux olympiques, né à Béthune.
- Philippe Duquesne (1965-), acteur, membre de l'équipe des Deschiens, né à Bethune.
- Fabien Roussel (1969-), homme politique, né à Béthune, député de la vingtième circonscription du Nord et secrétaire national du Parti communiste français depuis 2018.
- Jocelyn Blanchard (1972-), footballeur, né à Béthune.
- Jérôme Leroy (1974-), footballeur, né à Béthune.
- Nicolas Fauvergue (1984-), footballeur, né à Béthune.
- Colin Dagba (1998-), footballeur, né à Béthune.
- Lola Daviet (2010-2022), assassinée, née à Béthune.

### Héraldique
| Armes de Béthune | Les armes de Béthune blasonnent ainsi : D’argent à la fasce de gueules. |

## Pour approfondir

#### Bases de données, dictionnaires et encyclopédies
- Ressources relatives à la géographie :   - Insee (communes)
  - Ldh/EHESS/Cassini
- Ressource relative à plusieurs domaines :   - Annuaire du service public français
- Ressource relative aux organisations :   - data.gouv.fr
- Ressource relative à la musique :   - MusicBrainz
- Notices dans des dictionnaires ou encyclopédies généralistes :   - Britannica
  - Gran Enciclopèdia Catalana
  - Hrvatska Enciklopedija
  - Internetowa encyklopedia PWN
  - Store norske leksikon
- Notices d'autorité :   - VIAF
  - BnF (données)
  - LCCN
  - GND
  - Israël
  - Tchéquie